# Allan Octavian Hume
assinatura
Allan Octavian Hume, CB ICS (4 de junho de 1829 – 31 de julho de 1912 ) foi um funcionário público britânico, reformador político, ornitólogo e botânico que trabalhou na Índia britânica. Ele foi o fundador do Congresso Nacional Indiano. Notável ornitólogo, Hume foi chamado de "o pai da ornitologia indiana" e, por aqueles que o consideravam dogmático, "o papa da ornitologia indiana".
Como administrador de Etawah, ele viu a rebelião indiana de 1857 como resultado da má governança e fez grandes esforços para melhorar a vida das pessoas comuns. O distrito de Etawah foi um dos primeiros a voltar à normalidade e, nos anos seguintes, as reformas de Hume levaram o distrito a ser considerado um modelo de desenvolvimento. Hume subiu na hierarquia do serviço civil indiano, mas, como seu pai Joseph Hume, um membro radical do parlamento, ele foi ousado e franco ao questionar as políticas britânicas na Índia. Ele subiu em 1871 para o cargo de secretário do Departamento de Receita, Agricultura e Comércio de Lord Mayo. Suas críticas a Lord Lytton levaram à sua destituição do Secretariado em 1879.
Ele fundou o jornal Stray Feathers, no qual ele e seus assinantes faziam anotações sobre pássaros de toda a Índia. Ele construiu uma vasta coleção de espécimes de pássaros em sua casa em Shimla, fazendo expedições de coleta e obtendo espécimes por meio de sua rede de correspondentes.
Após a perda de manuscritos que há muito mantinha na esperança de produzir uma obra magna sobre as aves da Índia, ele abandonou a ornitologia e doou sua coleção ao Museu de História Natural de Londres, onde continua a ser a maior coleção individual de Peles de pássaros indianos. Ele foi brevemente um seguidor do movimento teosófico fundado por Madame Blavatsky. Ele deixou a Índia em 1894 para morar em Londres, de onde continuou a se interessar pelo Congresso Nacional Indiano. Ele também se interessou por botânica e fundou o South London Botanical Institute no final de sua vida.

## Início de vida
Hume nasceu em Westminster, Londres e foi batizado em St Mary's, Bryanston Square, um filho mais novo (e o oitavo filho em uma família de nove)  de Joseph Hume, o membro radical escocês do parlamento, por seu casamento para Maria Burley. Até os onze anos, ele teve aulas particulares crescendo na casa da cidade em 6 Bryanston Square em Londres e em sua propriedade rural, Burnley Hall em Norfolk. Ele foi educado no University College Hospital, onde estudou medicina e cirurgia e foi então nomeado para o Indian Civil Services, o que o levou a estudar no East India Company College, Haileybury. As primeiras influências incluíram seu amigo John Stuart Mill e Herbert Spencer. Ele serviu brevemente como aspirante a bordo de um navio da marinha no Mediterrâneo em 1842.

## Serviço civil

### Etawah (1849–1867)
Hume navegou para a Índia em 1849 e ao chegar a Calcutá, ficou com seu primo James Hume, No ano seguinte, ingressou no Serviço Civil de Bengala em Etawah nas Províncias do Noroeste, no que hoje é Uttar Pradesh. Sua carreira na Índia incluiu serviços como oficial distrital de 1849 a 1867, chefe de um departamento central de 1867 a 1870 e secretário do governo de 1870 a 1879. Ele se casou com Mary Anne Grindall (26 de maio de 1824, Meerut - 30 de março de 1890, Simla) em 1853.
Foi apenas nove anos após sua entrada na Índia que Hume enfrentou a Rebelião Indiana de 1857, durante a qual se envolveu em várias ações militares para as quais foi nomeado Companheiro do Banho em 1860. Inicialmente parecia que ele estava seguro em Etawah, não muito longe de Meerut, onde a rebelião começou, mas isso mudou e Hume teve que se refugiar no forte de Agra por seis meses. No entanto, todos, exceto um oficial indiano, permaneceram leais e Hume retomou sua posição em Etawah em janeiro de 1858. Ele construiu uma força irregular de 650 soldados indianos leais e participou de confrontos com eles. Hume culpou a inépcia britânica pelo levante e seguiu uma política de "misericórdia e tolerância" ao lidar com os rebeldes capturados. Apenas sete pessoas foram executadas na forca por ordem dele. O distrito de Etawah recuperou a paz e a ordem em um ano, algo que não foi possível na maioria das outras partes.
Pouco depois de 1857, ele iniciou uma série de reformas. Como oficial distrital do serviço civil indiano, ele começou a introduzir o ensino primário gratuito e realizou reuniões públicas para apoiá-lo. Ele fez mudanças no funcionamento do departamento de polícia e na separação do papel judicial. Observando que havia muito pouco material de leitura com conteúdo educacional, ele iniciou, junto com Koour Lutchman Singh, um periódico em língua hindi, Lokmitra ( O Amigo do Povo ) em 1859. Originalmente destinado apenas para Etawah, sua fama se espalhou. Hume também organizou e administrou um jornal urdu Muhib-i-riaya.

O sistema de exames departamentais introduzido logo depois ("Hume juntou-se aos serviços públicos") permitiu que Hume ultrapassasse tanto os seus idosos que, quando a rebelião eclodiu, ele estava oficiando coletor de Etawah, que fica entre Agra e Kanpur. As tropas rebeldes passavam constantemente pelo distrito, e por um tempo foi necessário abandonar o quartel-general ; mas antes e depois da remoção das mulheres e crianças para Agra, Hume agiu com vigor e julgamento. A lealdade constante de muitos funcionários e proprietários de terras nativos, e do povo em geral, deveu-se em grande parte à sua influência e permitiu-lhe criar uma brigada local de cavalos. Em um ataque ousado a um corpo de rebeldes em Jaswantnagar, ele levou embora o Magistrado Conjunto ferido, Sr. Clearmont Daniel, Wedderburn (1913) soletra Daniell. Ssob um fogo pesado, e muitos meses depois, ele se envolveu em uma ação desesperada contra Firoz Shah e seus freebooters Oudh em Hurchandpur. O governo da companhia havia chegado ao fim antes que as ravinas do Jumna e do Chambul no distrito fossem limpas de rebeldes fugitivos. Hume mereceu ricamente o C. B. (Divisão Civil) concedido a ele em 1860. Ele permaneceu no comando do Distrito por cerca de dez anos e fez um bom trabalho.— Obituário The Times de 1 de agosto de 1912
Ele assumiu a causa da educação e fundou bolsas de estudo para o ensino superior. Ele escreveu, em 1859, que a educação desempenhou um papel fundamental para evitar revoltas como a de 1857:
… para afirmar sua supremacia como pode na ponta da baioneta, um governo livre e civilizado deve buscar sua estabilidade e permanência para o esclarecimento do povo e sua capacidade moral e intelectual de apreciar suas bênçãos.
Em 1863, mudou-se para escolas separadas para delinquentes juvenis, em vez de açoitamento e prisão, que ele considerava produzir criminosos empedernidos. Seus esforços levaram a um reformatório juvenil não muito longe de Etawah. Ele também iniciou escolas gratuitas em Etawah e em 1857 estabeleceu 181 escolas com 5.186 alunos, incluindo duas meninas. A escola secundária que ele ajudou a construir com seu próprio dinheiro ainda está em funcionamento, agora como uma faculdade, e dizem que tem uma planta baixa que lembra a letra "H". Isso, segundo alguns, era uma indicação do ego imperial de Hume. Hume achou repulsiva a ideia de obter receita obtida com o tráfico de bebidas e a descreveu como "o salário do pecado". Com suas ideias progressistas sobre reforma social, ele defendia a educação das mulheres, era contra o infanticídio e a viuvez forçada. Hume foi construído em Etawah, um distrito comercial bem organizado que agora é conhecido como Humeganj, mas frequentemente pronunciado como Homeganj.

### Comissário da Alfândega (1867–1870)
Em 1867, Hume tornou-se Comissário da Alfândega da Província do Noroeste e, em 1870, tornou-se membro do governo central como Diretor-Geral da Agricultura. Em 1879 ele retornou ao governo provincial em Allahabad. Seu trabalho para reduzir o ônus envolvido na manutenção do departamento alfandegário que controla o movimento do sal, que incluía a Inland Customs Line de 2.500 milhas de extensão, o chamado grande hedge, levou à sua promoção por Lord Mayo, que recompensou o secretário e foi transferido em 1871 para o Departamento de Receita e Agricultura.

### Secretário do Departamento de Receita, Agricultura e Comércio (1871-1879)
Hume estava muito interessado no desenvolvimento da agricultura. Ele acreditava que havia muito foco na obtenção de receita e nenhum esforço havia sido feito para melhorar a eficiência da agricultura. Ele encontrou um aliado em Lord Mayo que apoiou a ideia de desenvolver um departamento completo de agricultura. Hume observou em sua reforma agrícola na Índia que Lord Mayo foi o único vice-rei que teve alguma experiência de trabalho nos campos.
Hume fez uma série de sugestões para a melhoria da agricultura, colocando evidências cuidadosamente reunidas para as suas ideias. Ele observou os baixos rendimentos de trigo, comparando-os com estimativas dos registros do imperador Akbar e rendimentos de fazendas em Norfolk. Lord Mayo apoiou as suas ideias, mas foi incapaz de estabelecer um departamento agrícola dedicado, pois o esquema não encontrou apoio do Secretário de Estado da Índia, mas eles negociaram a criação de um Departamento de Receita, Agricultura e Comércio, apesar da insistência de Hume de que a Agricultura fosse o primeiro e principal objetivo. O departamento encarregava-se da receita da terra, assentamentos, adiantamentos para obras de melhoramento agrícola, horticultura, pecuária, seda, fibra, florestas, comércio e comércio, sal, ópio, impostos especiais de consumo, selos e arte industrial. Também coletava dados e era responsável por censos, dicionários geográficos, levantamentos, geologia e meteorologia. Hume foi nomeado secretário deste departamento em julho de 1871, levando à sua mudança para Shimla.
Com o assassinato de Lord Mayo em Andamans em 1872, Hume perdeu patrocínio e apoio para seu trabalho. No entanto, ele reformou o departamento de agricultura, simplificando a coleta de dados meteorológicos (o departamento meteorológico foi criado pela ordem número 56 em 27 de setembro de 1875, assinada por Hume ) e estatísticas sobre cultivo e rendimento.
Hume propôs a ideia de ter fazendas experimentais para demonstrar as melhores práticas a serem estabelecidas em todos os distritos. Ele propôs desenvolver plantações de lenha "em todas as aldeias nas partes mais secas do país" e, assim, fornecer um combustível substituto para aquecimento e cozinha, de modo que o estrume (esterco de gado seco era usado como combustível pelos pobres) pudesse ser devolvido à terra. Essas plantações, escreveu ele, eram " algo que está inteiramente de acordo com as tradições do país – algo que o povo entenderia, apreciaria e, com um pouco de pressão criteriosa, cooperaria". Ele queria que fazendas-modelo fossem estabelecidas em todos os distritos. Ele observou que o endividamento rural era causado principalmente pelo uso da terra como garantia, prática introduzida pelos ingleses. Hume denunciou-o como mais um dos " cruéis erros a que nos levou nosso desejo tacanho, embora totalmente benevolente, de reproduzir a Inglaterra na Índia". Hume também queria bancos administrados pelo governo, pelo menos até que bancos cooperativos pudessem ser estabelecidos.
O departamento também apoiou a publicação de vários manuais sobre aspectos do cultivo, cuja lista Hume incluiu como apêndice de sua Agricultural Reform in India. Hume apoiou a introdução da cinchona e o projeto gerenciado por George King para produzir quinina na Índia e distribuir medicamentos contra a malária em toda a Índia através do correio a baixo custo.
Hume era muito franco e nunca teve medo de criticar quando achava que o governo estava errado. Mesmo em 1861, ele se opôs à concentração das funções policiais e judiciais nas mãos dos superintendentes de polícia. Em março de 1861, ele tirou uma licença médica devido a um colapso por excesso de trabalho e partiu para a Grã-Bretanha. Antes de partir, ele condenou as medidas punitivas e açoites iniciadas pelo governo provincial como "tortura bárbara". Ele foi autorizado a retornar a Etawah somente depois de se desculpar pelo tom de suas críticas. Ele criticou a administração de Lord Lytton antes de 1879 que, segundo ele, pouco se importava com o bem-estar e as aspirações do povo da Índia.
A política externa de Lord Lytton, de acordo com Hume, levou ao desperdício de "milhões e milhões de dinheiro indiano". Hume criticou a política de renda da terra e sugeriu que ela era a causa da pobreza na Índia. Seus superiores ficaram irritados e tentaram restringir seus poderes e isso o levou a publicar um livro sobre a Reforma Agrícola na Índia em 1879.
Hume observou que a expressão livre e honesta não era apenas permitida, mas incentivada por Lord Mayo e que essa liberdade foi restringida por Lord Northbrook, que sucedeu Lord Mayo. Quando Lord Lytton sucedeu Lord Northbrook, a situação piorou para Hume. Em 1879, Hume foi contra as autoridades. O governo de Lord Lytton o demitiu de seu cargo no Secretariado. Nenhuma razão clara foi dada, exceto que " baseava-se inteiramente na consideração do que era mais desejável no interesse do serviço público ". A imprensa declarou que seu principal erro era ser honesto demais e independente demais. O Pioneer escreveu que foi " o trabalho mais grosseiro já perpetrado " ; o Indian Daily News escreveu que foi um "grande erro", enquanto o The Statesman disse que "sem dúvida ele foi tratado de forma vergonhosa e cruel". O inglês, em um artigo datado de 27 de junho de 1879, comentando o evento, afirmou: "Não há segurança ou proteção agora para oficiais empregados no governo." Rebaixado, ele deixou Shimla e voltou para as Províncias do Noroeste em outubro de 1879, como membro do Conselho de Receitas. Ele apontou que ele foi vitimado por estar fora de sintonia com as políticas do governo, muitas vezes se intrometendo em aspectos da administração com opiniões críticas.

### Rebaixamento e renúncia (1879-1882)
Apesar da humilhação do rebaixamento, ele não renunciou imediatamente ao serviço e foi sugerido que isso acontecia porque ele precisava de seu salário para sustentar a publicação de The Game Birds of India, na qual estava trabalhando. Hume se aposentou do serviço público apenas em 1882. Em 1883, ele escreveu uma carta aberta aos graduados da Universidade de Calcutá, tendo sido membro da Universidade de Calcutá desde 1870, convidando-os a formar seu próprio movimento político nacional. Isso levou à primeira sessão do Congresso Nacional Indiano em 1885, realizada em Bombaim. Em 1887, escrevendo para a Comissão Pública da Índia, ele fez o que era então uma declaração inesperada de um funcionário público - eu me considero um nativo da Índia.

### Retorno à Inglaterra 1894

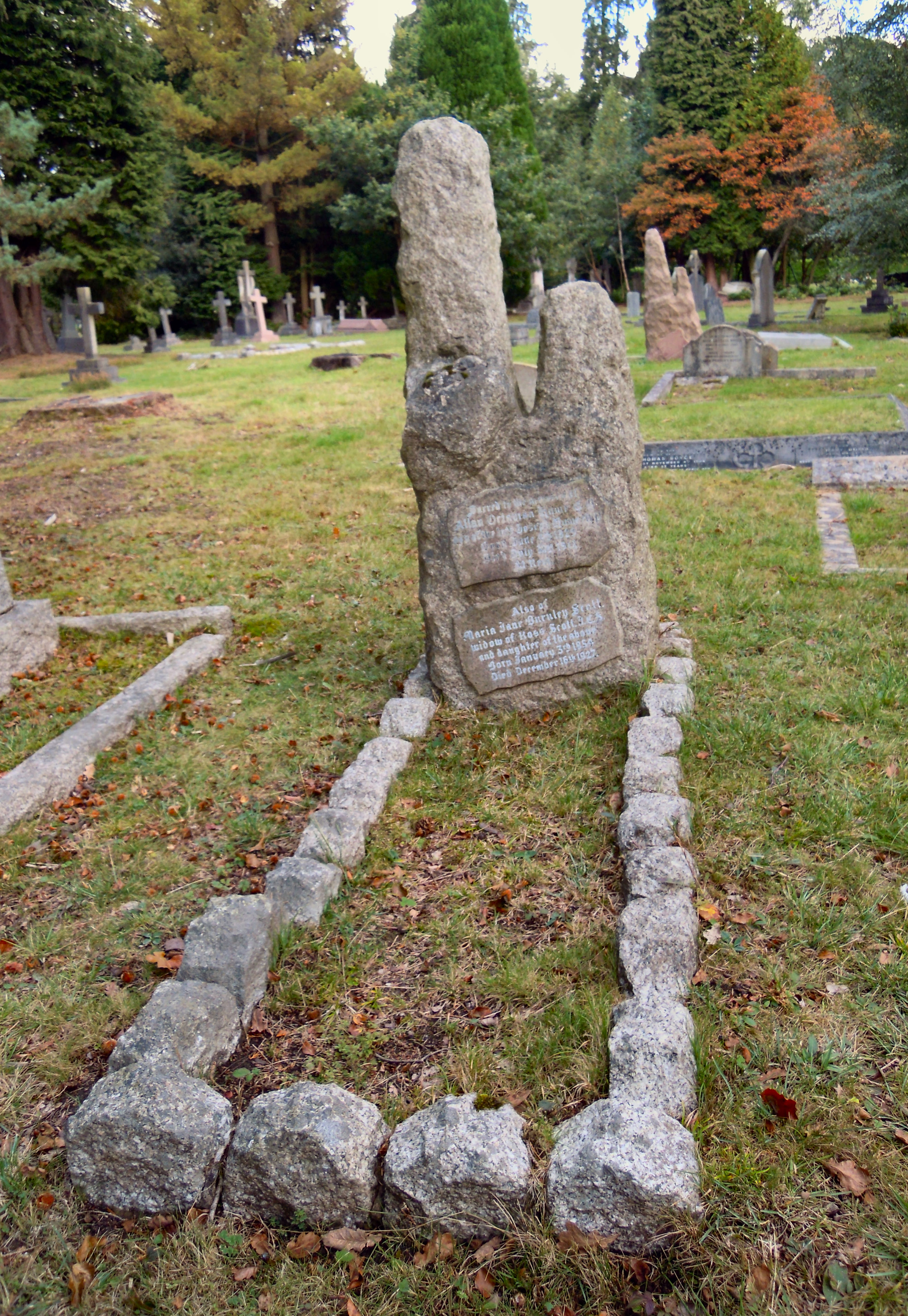
Túmulo de Hume no Cemitério Brookwood

A esposa de Hume, Mary, morreu em 30 de março de 1890 e a notícia de sua morte chegou a ele assim que ele chegou a Londres em 1º de abril de 1890. Sua única filha, Maria Jane Burnley ("Minnie") (1854–1927), casou-se com Ross Scott em Shimla em 28 de dezembro de 1881. Maria tornou-se membro da Ordem Hermética da Golden Dawn, outro movimento ocultista, depois de se mudar para a Inglaterra. Ross Scott foi o secretário fundador da Simla Eclectic Theosophical Society, e em algum momento foi Comissário Judicial de Oudh antes de sua morte em 1908. O neto de Hume, Montague Allan Hume Scott, serviu com os Engenheiros Reais na Índia e recebeu uma Cruz Militar em 1917.
Hume deixou a Índia em 1894 e se estabeleceu em The Chalet, 4 Kingswood Road, Upper Norwood, no sul de Londres. Ele morreu com a idade de oitenta e três anos em 31 de julho de 1912. Suas cinzas foram enterradas no cemitério de Brookwood. O bazar em Etawah foi fechado ao saber de sua morte e o coletor, HR Neville, presidiu uma reunião memorial.
O departamento postal indiano emitiu um selo comemorativo com seu retrato em 1973 e uma capa especial representando Rothney Castle, sua casa em Shimla, foi lançada em 2013.

## Congresso Nacional Indiano

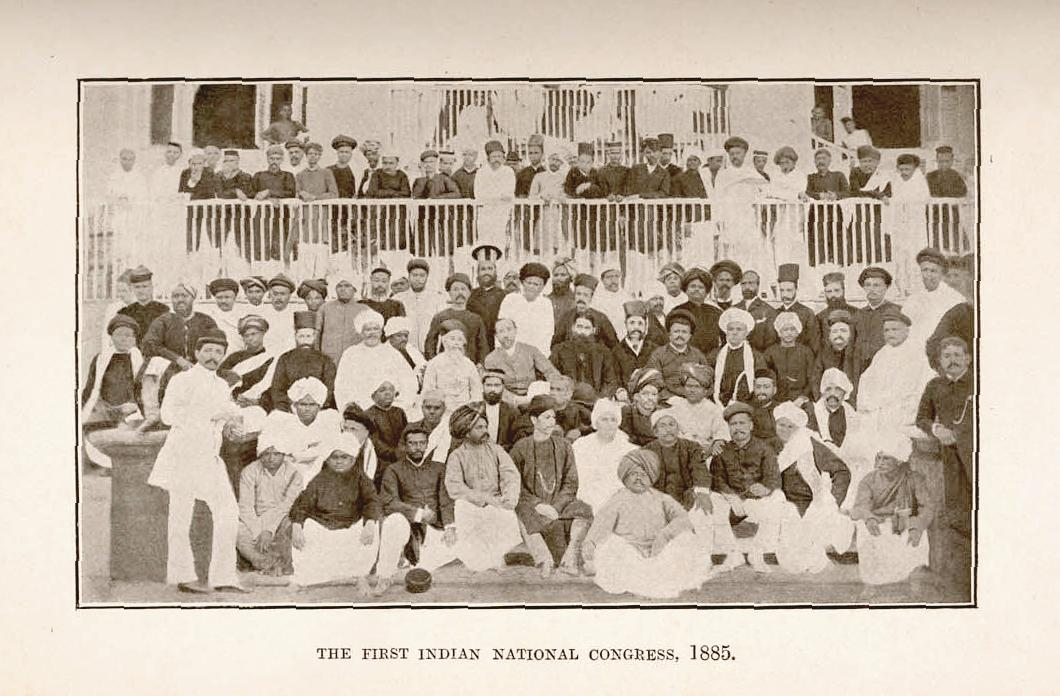
Hume na primeira sessão, Bombaim, 28–31 de dezembro de 1885

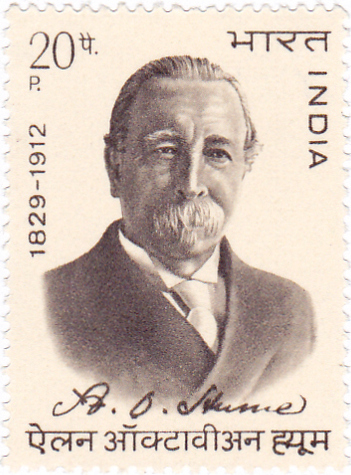
Hume em um selo da Índia de 1973

Depois de se aposentar do serviço civil e no final do governo de Lord Lytton, Hume observou que o povo da Índia tinha uma sensação de desesperança e queria fazer algo, observando "um súbito surto violento de crimes esporádicos, assassinatos de pessoas desagradáveis, roubo de banqueiros e saques de bazares, atos realmente de ilegalidade que, por uma devida união de forças, podem a qualquer dia se transformar em uma revolta nacional”. Com relação ao governo britânico, ele afirmou que uma desconsideração estudada e invariável, se não mesmo desprezo pelas opiniões e sentimentos de nossos súditos, é atualmente a principal característica de nosso governo em todos os ramos da administração.
Houve distúrbios agrários no Deccan e em Bombaim, e Hume sugeriu que uma União Indiana seria uma boa válvula de segurança e saída para evitar mais distúrbios. Em 1 de março de 1883, ele escreveu uma carta aos graduados da Universidade de Calcutá : 

Se apenas cinqüenta homens, bons e verdadeiros, puderem ser encontrados como fundadores, a coisa poderá ser estabelecida e o desenvolvimento posterior será comparativamente fácil....

E se até mesmo os líderes do pensamento são todos criaturas tão pobres, ou tão egoisticamente ligados a preocupações pessoais que não ousam desferir um golpe pelo bem de seu país, então justamente e com razão eles são reprimidos e pisoteados, pois não merecem nada melhor. . Cada nação assegura precisamente um governo tão bom quanto merece. Se vocês, os homens escolhidos, os mais instruídos da nação, não podem, desprezando as facilidades pessoais e os objetivos egoístas, fazer uma luta resoluta para garantir maior liberdade para vocês e seu país, uma administração mais imparcial, uma participação maior na administração de seus próprios assuntos, então nós, seus amigos, estamos errados e nossos adversários certos, então as nobres aspirações de Lord Ripon para o seu bem são infrutíferas e visionárias, então, no momento, de qualquer forma, todas as esperanças de progresso estão no fim e a Índia realmente não deseja nem merece qualquer governo melhor do que ela gosta. Apenas, se assim for, não vamos ouvir mais reclamações facciosas e rabugentas de que você é mantido na liderança e tratado como crianças, pois você terá provado isso. Homens sabem como agir. Que não haja mais reclamações sobre os ingleses serem preferidos a você em todos os cargos importantes, pois se você não tem esse espírito público, essa forma mais elevada de devoção altruísta que leva os homens a subordinar a comodidade privada ao bem público – aquele patriotismo que fez dos ingleses o que eles são - então, com razão, eles são preferidos a você, com razão e inevitavelmente eles se tornaram seus governantes. E governantes e capatazes devem continuar, deixe o jugo atormentar seus ombros nunca tão dolorosamente, até que você perceba e esteja preparado para agir de acordo com a verdade eterna de que o auto-sacrifício e o altruísmo são os únicos guias infalíveis para a liberdade e a felicidade.
Em 1886 publicou o panfleto The Old Man's Hope no qual examinava a pobreza na Índia, questionando a caridade como solução para o problema. Aqui ele defende a Anti-Corn Law League de Richard Cobden como um modelo para a luta na Índia através da formação de um corpo representativo.

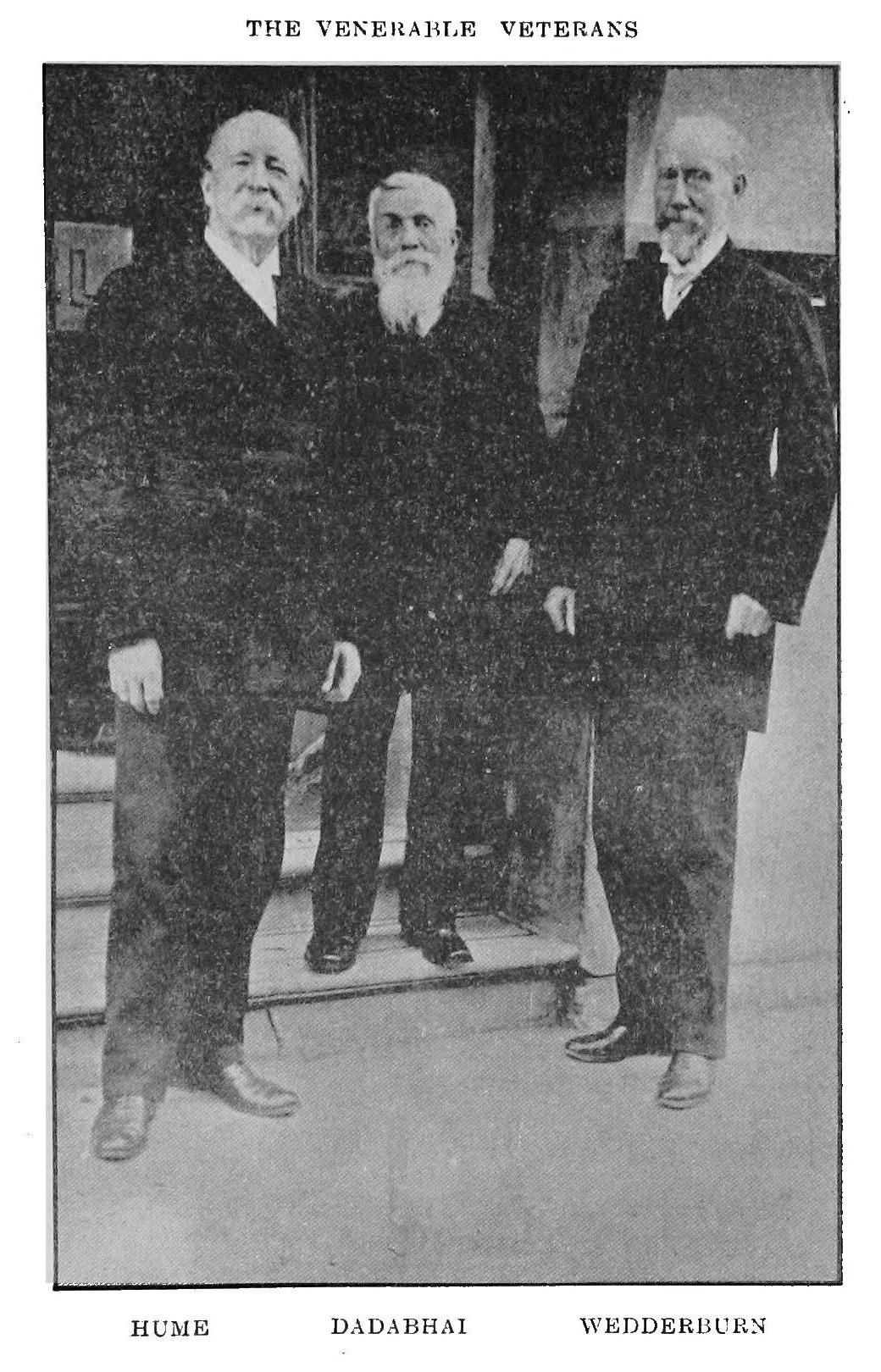
Hume (esquerda) com Wedderburn (direita) e Dadabhai Naoroji (centro)

Seu poema Awake publicado em Calcutá em 1886 também capta o sentimento:
Filhos de Ind, por que vocês ficam ociosos,

Esperam pela ajuda de algum Deva?

Aperte o cinto, levante-se e faça!

Nações por si mesmas são feitas!

Sua a terra, vidas, todas, em jogo, mas '

Não por você as cartas são jogadas;

Você é burro? Fale e reivindique-os!

Por si mesmas são feitas as nações!

De que vale sua riqueza, seu saber,

Títulos vazios, comércio sórdido?

O verdadeiro autogoverno valeu a pena todos eles!

Nações por si mesmas são feitas!

Murmúrios sussurrados rastejando sombriamente,

Vermes ocultos sob a clareira,

Nem por isso o erro será corrigido!

Nações por si mesmas são feitas!

Sois servos ou sois homens livres,

vós que rastejais na sombra?

Em suas próprias mãos, repouse os problemas!

Por si mesmas são feitas as nações!

Filhos de Ind, levantem-se e ajam,

Que ninguém detenha seu curso;

Olha! a Aurora está no Oriente;

Por si mesmas são feitas as nações!
A ideia da União Nacional Indiana tomou forma e Hume inicialmente teve algum apoio de Lord Dufferin para isso, embora este último desejasse não ter nenhum vínculo oficial com ela. O apoio de Dufferin durou pouco e em algumas de suas cartas ele chegou a chamar Hume de "idiota", "arqui-impostor" e "intrometido travesso". O sucessor de Dufferin, Lansdowne, recusou-se a ter qualquer diálogo com Hume. Outros apoiadores na Inglaterra incluíam James Caird (que também havia entrado em conflito com Lytton sobre a gestão da fome na Índia ) e John Bright. Hume também fundou uma União Telégrafa Indiana para financiar a transferência de notícias de assuntos indianos para jornais na Inglaterra e na Escócia sem interferência de oficiais indianos britânicos que controlavam os telegramas enviados pela Reuters. Foi sugerido que a ideia do congresso foi originalmente concebida em uma reunião privada de dezessete homens após uma Convenção Teosófica realizada em Madras em dezembro de 1884, mas não existe nenhuma evidência. Hume tomou a iniciativa, e foi em março de 1885 que um aviso foi emitido pela primeira vez para convocar a primeira União Nacional Indiana a se reunir em Poona no mês de dezembro seguinte.

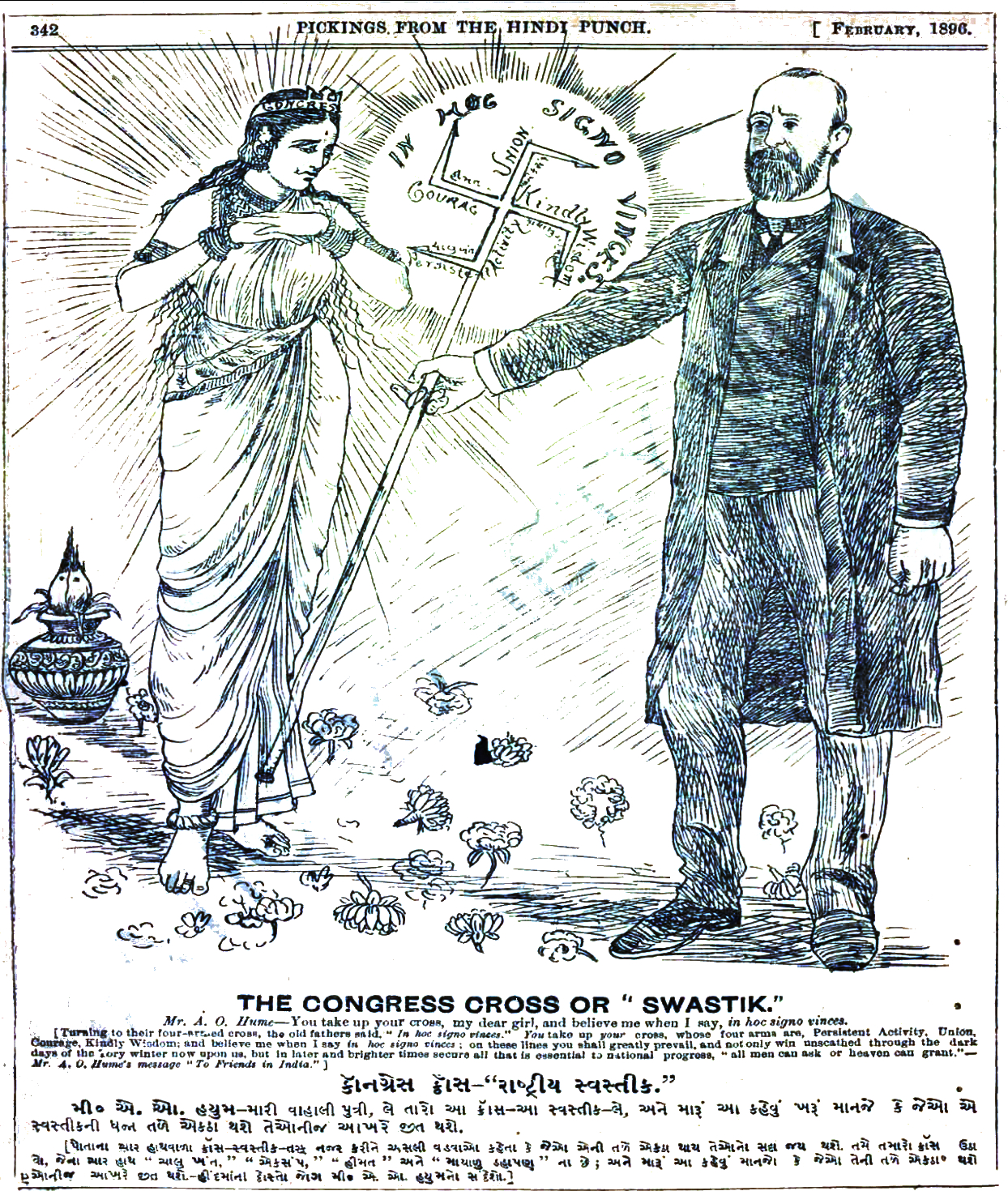
Caricatura do Hindi Punch, 1896

Ele tentou aumentar a base do Congresso trazendo mais fazendeiros, moradores da cidade e muçulmanos entre 1886 e 1887 e isso criou uma reação dos britânicos, levando ao retrocesso do Congresso. Hume ficou desapontado quando o Congresso se opôs a medidas para aumentar a idade de casamento para meninas indianas e não se concentrou nas questões da pobreza. Alguns príncipes indianos não gostaram da ideia de democracia e algumas organizações como a United Indian Patriotic Association tentaram minar o Congresso, mostrando-o como uma organização com caráter sedicioso. Houve também grandes divergências religiosas dentro do Congresso em questões como a Lei da Idade do Consentimento. Em 1892, ele tentou fazer com que os membros agissem, alertando sobre uma violenta revolução agrária, mas isso apenas ultrajou o establishment britânico e assustou os líderes do Congresso. Decepcionado com a contínua falta de líderes indianos dispostos a trabalhar pela causa da emancipação nacional, Hume deixou a Índia em 1894.
Muitos anglo-indianos eram contra a ideia do Congresso Nacional Indiano. A imprensa na Índia tendia a vê-lo negativamente, tanto que se diz que Hume manteve uma opinião muito baixa sobre os jornalistas mesmo mais tarde na vida. Uma obra satírica sobre o domínio nativo, Índia em 1983, publicada (anonimamente, mas acredita-se que tenha sido escrita por T. Hart Davies ) em 1888 incluía um personagem ironicamente chamado de "AO Humebogue".
Os organizadores da 27ª sessão do Congresso Nacional Indiano em Bankipur (26–28 de dezembro de 1912) registraram sua "profunda tristeza pela morte de Allan Octavian Hume, CB, pai e fundador do Congresso, a cujos serviços vitalícios, auto-sacrifício, a Índia sente profunda e duradoura gratidão, e em cuja morte a causa do progresso e reforma indianos sofreu perdas irreparáveis."

## Contribuição para a ornitologia e história natural
Desde cedo, Hume teve um interesse especial pela ciência.

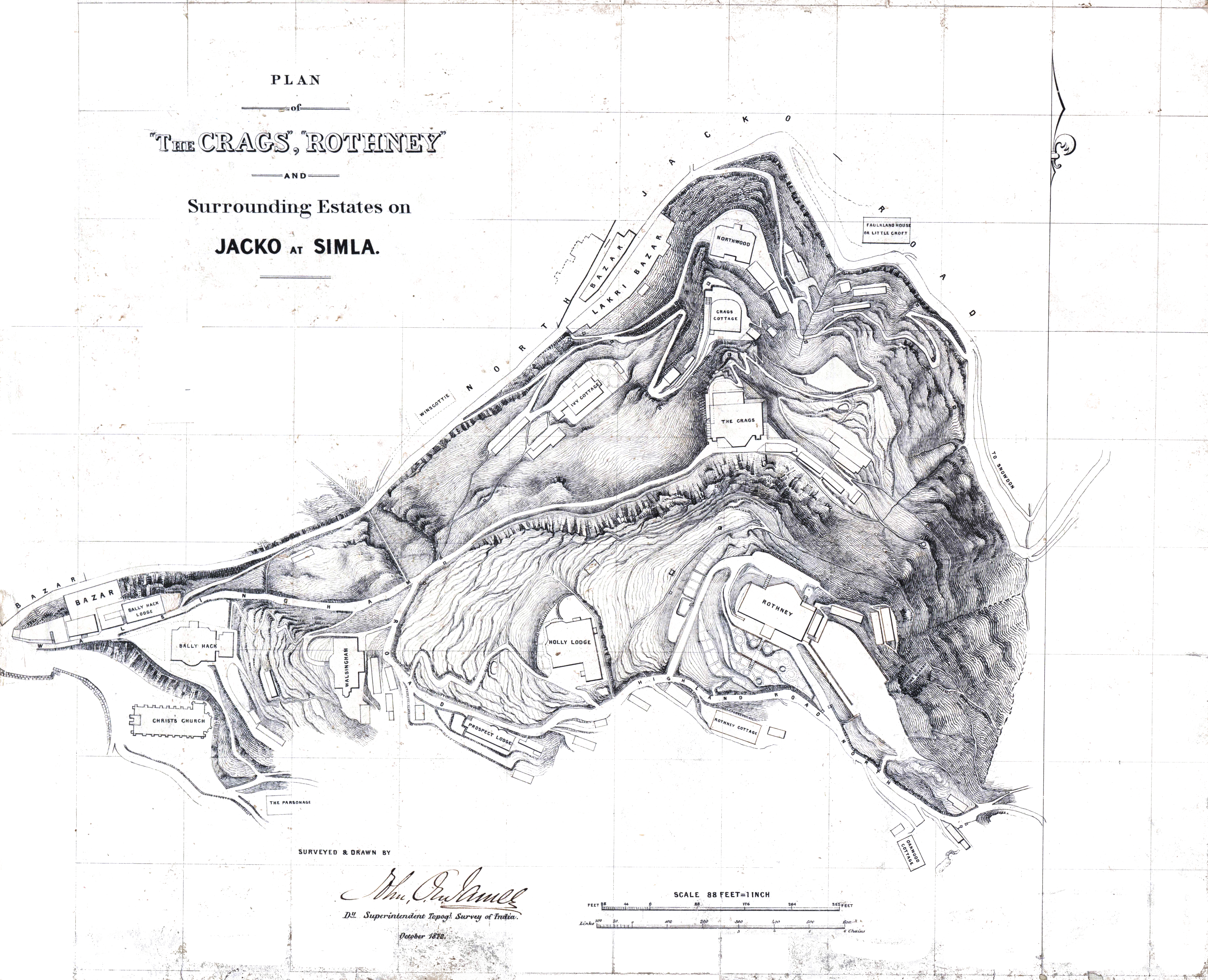
Mapa dos Crags e Rothney Castle, Shimla (1872)

Durante sua carreira em Etawah, ele construiu uma coleção pessoal de espécimes de pássaros, porém a primeira coleção que ele fez foi destruída durante a rebelião de 1857. Depois de 1857, Hume fez várias expedições para coletar pássaros tanto em licença médica quanto onde o trabalho o levou. Ele foi Coletor e Magistrado de Etawah de 1856 a 1867, período durante o qual estudou as aves daquela área. Por volta de 1867, ele transferiu cerca de 2.500 espécimes de sua coleção para um museu em Agra. Seu trabalho mais sistemático, entretanto, começou depois que ele se mudou para Shimla. Mais tarde, ele se tornou Comissário da Alfândega Interior, o que o tornou responsável pelo controle de 4.000 km (2.500 mi) de costa perto de Peshawar, no noroeste, até Cuttack, na Baía de Bengala. Ele viajou a cavalo e a camelo pelas áreas do Rajastão para negociar tratados com vários marajás locais para controlar a exportação de sal e, durante essas viagens, observou a avifauna.
Hume parece ter planejado um trabalho abrangente sobre os pássaros da Índia por volta de 1870 e um "trabalho abrangente futuro" é mencionado na segunda edição de The Cyclopaedia of India (1871) por seu primo Edward Balfour. Seu plano sistemático para pesquisar e documentar as aves do subcontinente indiano começou para valer depois que ele começou a acumular a maior coleção de aves asiáticas em seu museu pessoal e biblioteca em casa no Castelo de Rothney em Jakko Hill, Simla. Rothney Castle, originalmente Rothney House foi construído pelo Coronel Octavius Edward Rothney e mais tarde pertenceu a P. Mitchell, CIE de quem Hume o comprou e o converteu em uma casa palaciana com alguma esperança de que pudesse ser comprado pelo governo como uma residência do vice-rei desde então. o governador-geral então ocupou Peterhoff, um prédio pequeno demais para grandes festas. Hume gastou mais de duzentas mil libras nos terrenos e edifícios. Ele acrescentou enormes salas de recepção adequadas para grandes jantares e bailes, bem como um magnífico jardim de inverno e um espaçoso salão com paredes exibindo sua soberba coleção de trompas indianas. Ele usou uma grande sala para seu museu de pássaros. Ele contratou um jardineiro europeu e fez do terreno e do conservatório uma exposição perpétua de horticultura, à qual ele cortesmente admitia todos os visitantes. O Castelo de Rothney só podia ser alcançado por uma estrada íngreme e nunca foi comprado pelo governo britânico.
Hume fez várias expedições quase exclusivamente para estudar ornitologia, sendo a maior uma expedição à área do Indo iniciada no final de novembro de 1871 e continuou até o final de fevereiro de 1872. Ele foi assistido aqui por Sir W. Merewether e Francis Day. Em março de 1873, ele visitou as ilhas Andaman e Nicobar na Baía de Bengala junto com os geólogos Dr. Ferdinand Stoliczka e Valentine Ball do Geological Survey of India e James Wood-Mason do Indian Museum em Calcutá. Eles também foram acompanhados pelo cirurgião-major Joseph Dougall, superintendente médico em Port Blair, seis caçadores-skinners nativos, e apoiados por outros como Jeremiah Nelson Homfray, superintendente do orfanato de Andaman. Em 1875, ele fez uma expedição às Ilhas Laccadive a bordo do navio de pesquisa marinha IGS Clyde sob o comando do comandante Ellis e acompanhado pelo cirurgião-naturalista James Armstrong do Marine Survey. O objetivo oficial da visita era examinar os locais propostos para faróis. Durante esta expedição, Hume coletou muitos espécimes de aves, além de conduzir um levantamento batimétrico para determinar se a cadeia de ilhas estava separada da Índia continental por um desfiladeiro profundo. E em 1881 ele fez sua última expedição ornitológica a Manipur, uma visita na qual coletou e descreveu a codorna do mato de Manipur ( Perdicula manipurensis ), uma ave que permaneceu obscura com poucos relatos confiáveis desde então. Hume passou um dia extra com seus assistentes cortando uma grande extensão de grama para obter espécimes dessa espécie. Esta expedição foi feita em licença especial após seu rebaixamento do Governo Central para um cargo júnior no Conselho de Receita das Províncias do Noroeste. Além de viagens pessoais, ele também enviou um esfola-pássaro treinado para acompanhar os oficiais que viajam em áreas de interesse ornitológico, como o Afeganistão. Por volta de 1878, ele gastava cerca de £ 1.500 por ano em suas pesquisas ornitológicas.

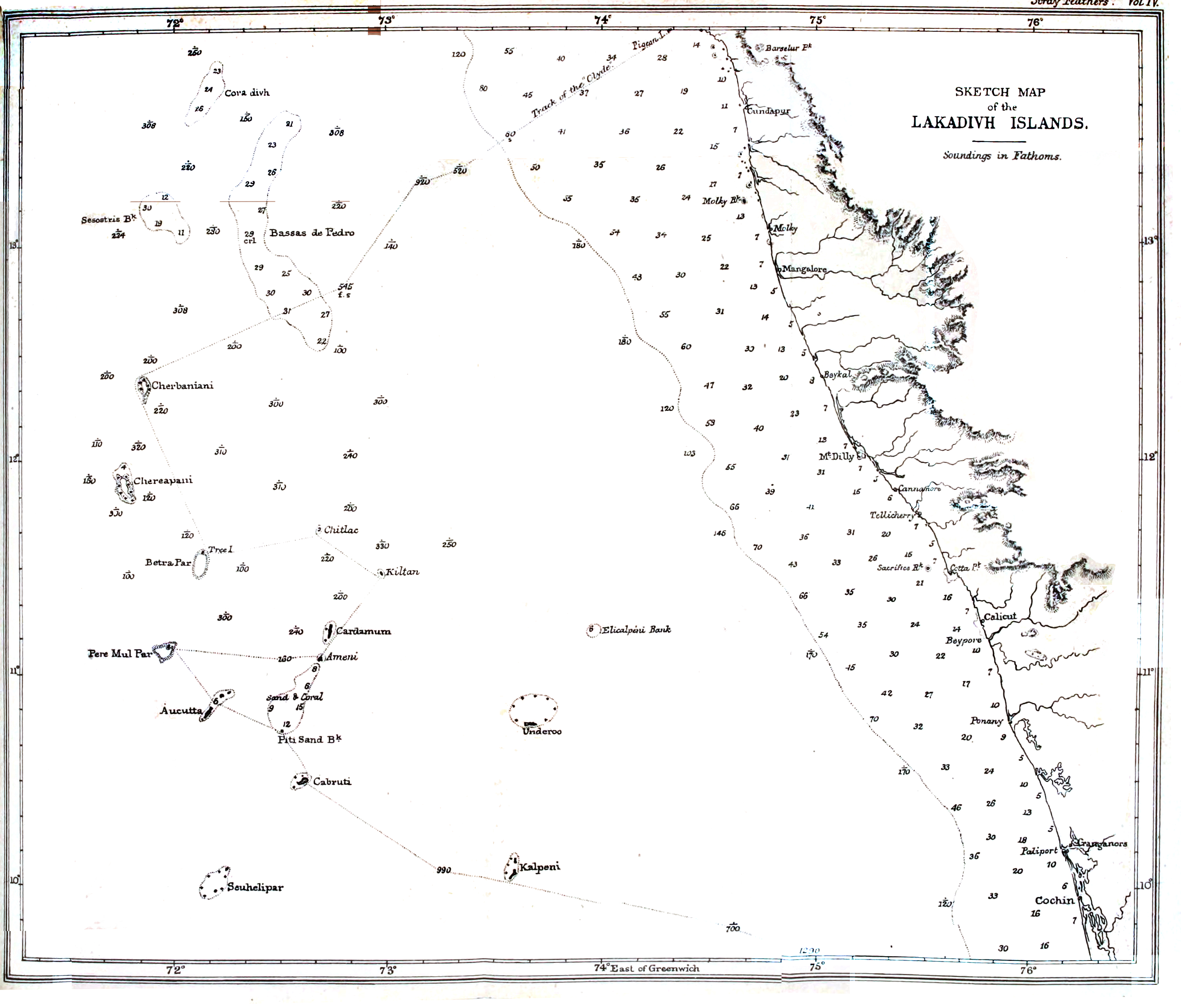
Mapa de Hume de Lakshadweep com contornos de profundidade do fundo do mar

Hume foi membro da Sociedade Asiática de Bengala de janeiro de 1870 a 1891 e membro admitido da Linnean Society em 3 de novembro de 1904. Depois de retornar à Inglaterra em 1890, ele também se tornou presidente da Dulwich Liberal and Radical Association.

### Coleção

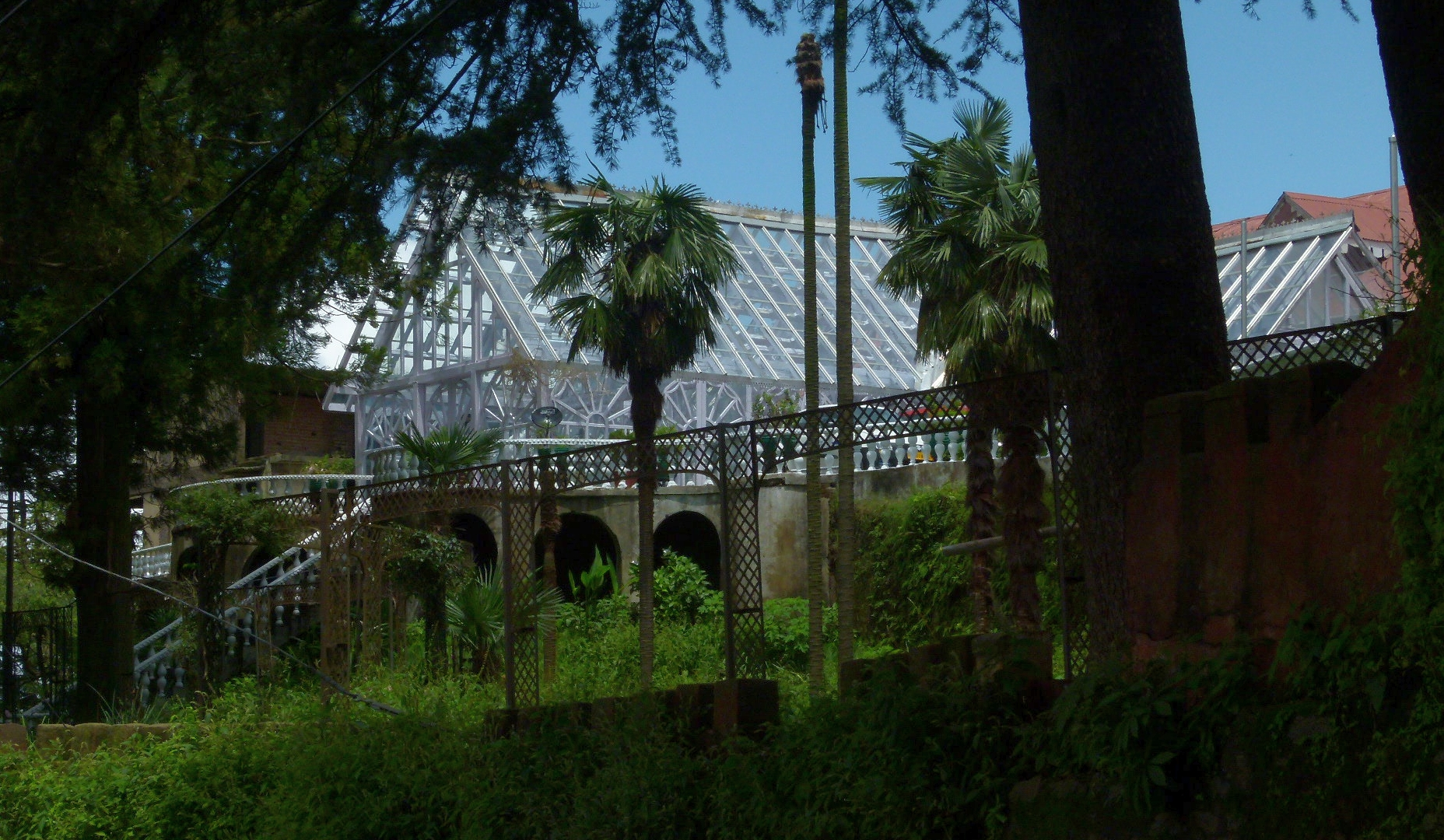
Rothney Castle, conservatório e fachada (2016).

Hume usou sua vasta coleção de pássaros como editor de sua revista Stray Feathers. Ele também pretendia produzir uma publicação abrangente sobre as aves da Índia. Hume contratou William Ruxton Davison, que foi trazido ao conhecimento do Dr. George King, como curador de sua coleção pessoal de pássaros. Hume treinou Davison e o enviou anualmente em viagens de coleta para várias partes da Índia, já que ele próprio tinha responsabilidades oficiais. Em 1883, Hume voltou de uma viagem para descobrir que muitas páginas dos manuscritos que ele havia guardado ao longo dos anos haviam sido roubadas e vendidas como papel usado por um criado. Hume ficou completamente arrasado e começou a perder o interesse pela ornitologia devido a este roubo e deslizamento de terra, causado por fortes chuvas em Simla, que danificaram seu museu e muitos dos espécimes. Ele escreveu ao Museu Britânico desejando doar sua coleção sob certas condições. Uma das condições era que a coleção fosse examinada pelo Dr. R. Bowdler Sharpe e embalada pessoalmente por ele, além de aumentar a posição e o salário do Dr. Sharpe devido ao ônus adicional em seu trabalho causado por sua coleção. O Museu Britânico foi incapaz de atender às suas muitas condições. Foi somente em 1885, após a destruição de quase 20.000 espécimes, que o alarme foi acionado pelo Dr. Sharpe e as autoridades do museu o deixaram visitar a Índia para supervisionar a transferência dos espécimes para o Museu Britânico.
Sharpe visitou o museu ornitológico particular de Hume em casa e supervisionou o empacotamento de espécimes para a Inglaterra.:  Ele observou mais tarde que:

O Sr. Hume era um naturalista de calibre incomum, e esta grande coleção permanecerá um monumento de seu gênio e energia de seu fundador muito tempo depois que aquele que a formou tenha falecido... Uma coleção particular como a do Sr. Hume não é provável. ser formado novamente; pois é duvidoso que tal combinação de gênio para organização com energia para a conclusão de um esquema tão grande e o conhecimento científico necessário para seu desenvolvimento adequado sejam novamente combinados em um único indivíduo.
A coleção de pássaros Hume foi embalada em 47 caixas feitas de madeira deodar construídas no local sem pregos que poderiam danificar os espécimes e cada caixa pesando cerca de meia tonelada foi transportada colina abaixo até um carro de boi para Kalka e, finalmente, para o porto de Bombaim. O material que foi para o Museu Britânico em 1885 consistia em 82.000 espécimes, dos quais 75.577 (258 sendo espécimes-tipo) foram finalmente colocados no museu. Uma divisão dessa coleção é a seguinte (nomes antigos mantidos). Hume havia destruído 20.000 espécimes antes disso, pois foram danificados por besouros dermestídeos. Além disso, suas doações incluíram 223 troféus de jogos e 371 peles de mamíferos.

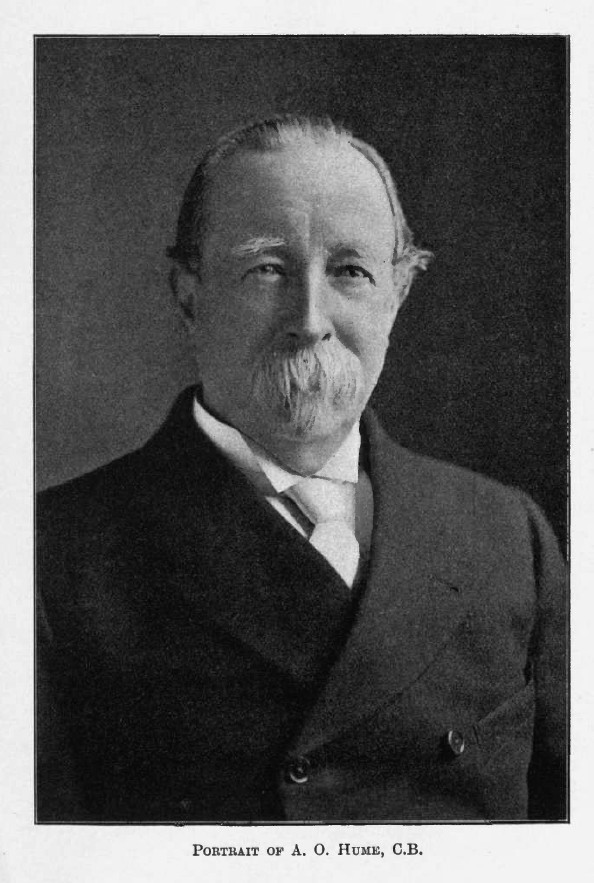

- 2830 aves de rapina (Accipitriformes)... 8 tipos
- 1155 corujas (Strigiformes)...9 tipos
- 2819 corvos, gaios, papa-figos etc.... 5 tipos
- 4493 picanços e papa-moscas... 21 tipos
- 4670 tordos e toutinegras...28 tipos
- 3100 bulbuls e wrens, dippers, etc....16 tipos
- 7304 pássaros timaliine...30 tipos
- 2119 peitos e picanços... 9 tipos
- 1789 pássaros-do-sol (Nectarinidae) e olhos-brancos (Zosteropidae)...8 tipos
- 3724 andorinhas (Hirundiniidae), alvéolas e petinhas (Motacillidae)...8 tipos
- 2375 tentilhões (Fringillidae)...8 tipos
- 3766 estorninhos (Sturnidae), tecelões (Ploceidae) e cotovias (Alaudidae)...22 tipos
- 807 tordos (Pittidae), sabiás (Eurylaimidae)...4 tipos
- 1110 poupas (Upupae), andorinhões (Cypseli), noitibós (Caprimulgidae) e bocas-de-rã (Podargidae)...8 tipos
- 2277 Picidae, calaus (Bucerotes), abelharucos (Meropes), guarda-rios (Halcyones), rolos (Coracidae), trogons (trogones)...11 tipos
- 2339 pica-paus (Pici)...3 tipos
- 2417 guias de mel (Indicadores), barbetes (Capiformes) e cucos (Coccyges)...8 tipos
- 813 papagaios (Psittaciformes)...3 tipos
- 1615 pombos (Columbiformes)...5 tipos
- 2120 tetrazes (Pterocletes), aves de caça e megápodes (Galliformes)...8 tipos
- 882 carris (Ralliformes), grous (Gruiformes), abetardas (Otides)...6 tipos
- 1089 íbis (Ibididae), garças (Ardeidae), pelicanos e biguás (Steganopodes), mergulhões (Podicipediformes)...7 tipos
- 761 gansos e patos (Anseriformes)...2 tipos
- 15.965 ovos

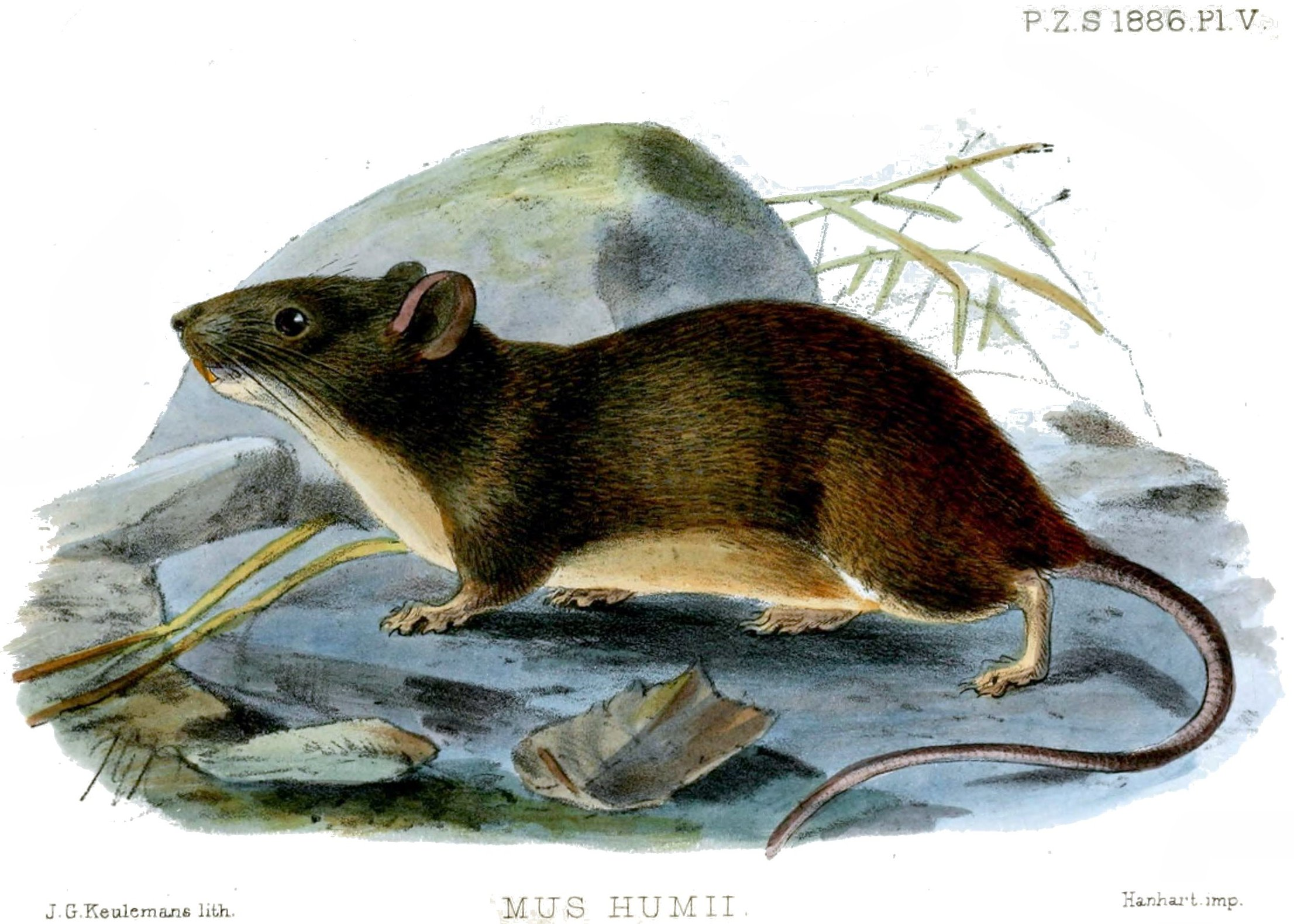
Hadromys humei

A Coleção Hume continha 258 espécimes tipo. Além disso, havia cerca de 400 espécimes de mamíferos, incluindo novas espécies, como Hadromys humei.
A coleção de ovos foi composta por contribuições cuidadosamente autenticadas de contatos experientes e sobre a autenticidade e importância da coleção, EW Oates observou no Catálogo de 1901 da Coleção de Ovos de Pássaros no Museu Britânico (Volume 1 ) que a coleção foi feita de espécimes de proveniência conhecida e não acumulados por meio de compras indiscriminadas, como costumava acontecer com muitos outros colecionadores.
Hume e seu colecionador Davison também se interessaram por plantas. Os espécimes foram coletados ainda na primeira expedição ao Lakshadweep em 1875 e foram estudados por George King e mais tarde por David Prain. Os espécimes do herbário de Hume foram doados para a coleção do Botanical Survey of India em Calcutá.

### Taxa descrita

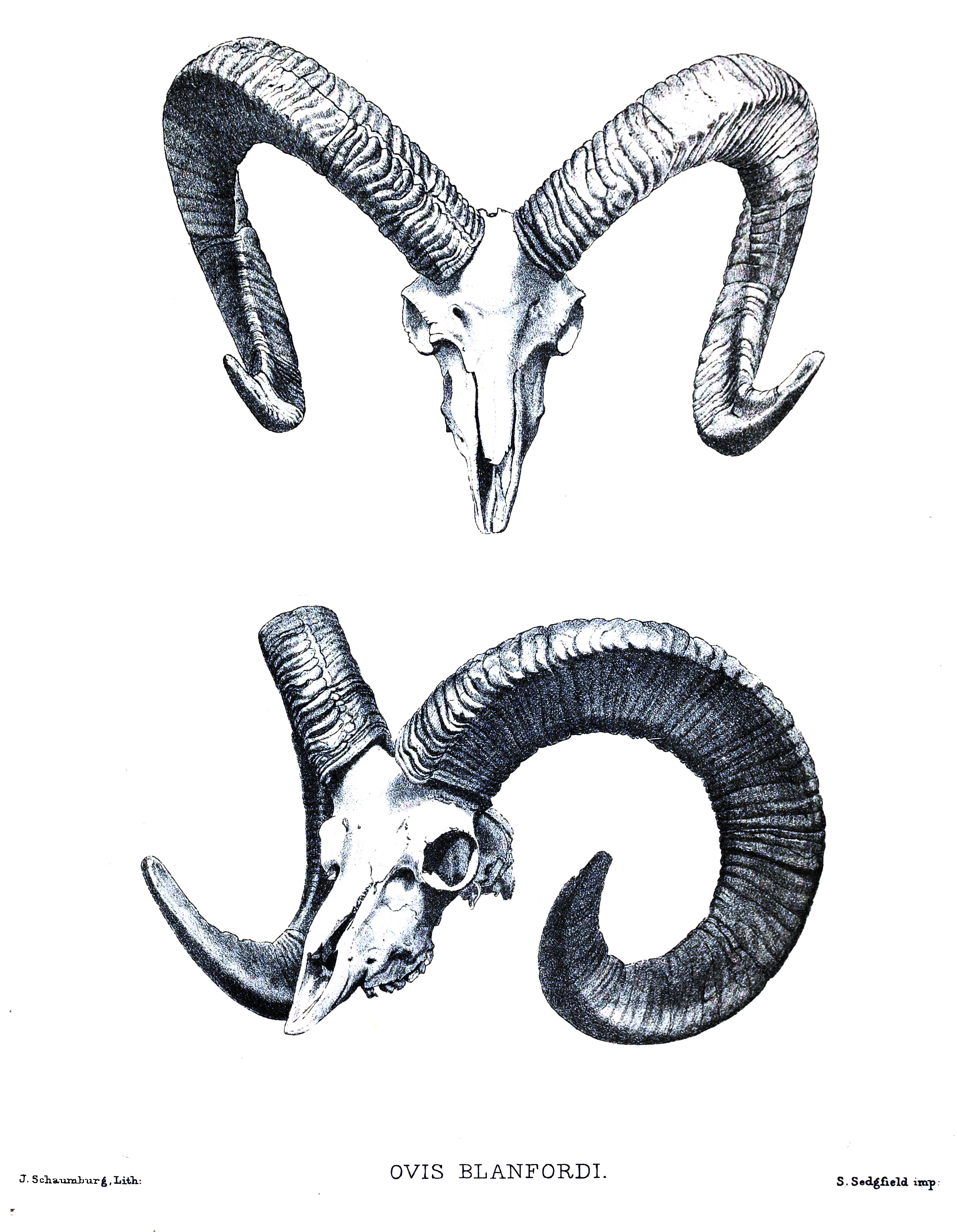
Ovis blanfordi Hume, 1877

Hume descreveu muitas espécies, algumas das quais são agora consideradas como subespécies. Um único nome de gênero que ele erigiu sobrevive em uso, enquanto outros, como Heteroglaux Hume, 1873, afundaram na sinonímia desde então. Além dos pássaros, ele descreveu uma espécie de cabra como Ovis blanfordi em 1877 com base em uma variação nos chifres. Agora é considerado uma variante do urial ( Ovis vignei ). Em seu conceito de espécie, Hume era um essencialista e sustentava a ideia de que diferenças pequenas, mas constantes, definiam as espécies. Ele apreciava as ideias de especiação e como isso contradizia a criação divina, mas preferia manter uma posição que não rejeitava um Criador.
Genera
- Ocyceros Hume, 1873

Species
- Anas albogularis (Hume, 1873)
- Perdicula manipurensis Hume, 1881
- Arborophila mandellii Hume, 1874
- Syrmaticus humiae (Hume, 1881)
- Puffinus persicus Hume, 1872
- Ardea insignis Hume, 1878
- Pseudibis davisoni (Hume, 1875)
- Gyps himalayensis Hume, 1869
- Spilornis minimus Hume, 1873
- Buteo burmanicus Hume, 1875
- Sternula saundersi (Hume, 1877)
- Columba palumboides (Hume, 1873)
- Phodilus assimilis Hume, 1877
- Otus balli (Hume, 1873)
- Otus brucei (Hume, 1872)
- Strix butleri (Hume, 1878)
- Heteroglaux blewitti Hume, 1873
- Ninox obscura Hume, 1872
- Tyto deroepstorffi (Hume, 1875)
- Caprimulgus andamanicus Hume, 1873
- Aerodramus maximus (Hume, 1878)
- Psittacula finschii (Hume, 1874)
- Hydrornis oatesi Hume, 1873
- Hydrornis gurneyi (Hume, 1875)
- Rhyticeros narcondami Hume, 1873
- Megalaima incognita Hume, 1874
- Podoces hendersoni Hume, 1871
- Podoces biddulphi Hume, 1874
- Pseudopodoces humilis (Hume, 1871)
- Mirafra microptera Hume, 1873
- Alcippe dubia (Hume, 1874)
- Stachyridopsis rufifrons (Hume, 1873)
- Cyornis olivaceus Hume, 1877
- Oenanthe albonigra (Hume, 1872)
- Dicaeum virescens Hume, 1873
- Pyrgilauda blanfordi (Hume, 1876)
- Ploceus megarhynchus Hume, 1869
- Spinus thibetanus (Hume, 1872)
- Carpodacus stoliczkae (Hume, 1874)
- Gampsorhynchus torquatus Hume, 1874
- Sylvia minula Hume, 1873
- Sylvia althaea Hume, 1878
- Phylloscopus neglectus Hume, 1870
- Horornis brunnescens (Hume, 1872)
- Yuhina humilis (Hume, 1877)
- Pteruthius intermedius (Hume, 1877)
- Certhia manipurensis Hume, 1881
- Calandrella acutirostris Hume, 1873
- Pycnonotus fuscoflavescens (Hume, 1873)
- Pycnonotus erythropthalmos (Hume, 1878)

Subespécies
O uso de trinômios ainda não havia entrado em uso regular na época de Hume. Ele usou o termo "raça local". As seguintes subespécies são colocações atuais de táxons que foram nomeados como novas espécies por Hume.
- Alectoris chukar pallida (Hume, 1873)
- Alectoris chukar pallescens (Hume, 1873)
- Francolinus francolinus melanonotus Hume, 1888
- Perdicula erythrorhyncha blewitti (Hume, 1874)
- Arborophila rufogularis tickelli (Hume, 1880)
- Phaethon aethereus indicus Hume, 1876
- Gyps fulvus fulvescens Hume, 1869
- Spilornis cheela davisoni Hume, 1873
- Accipiter badius poliopsis (Hume, 1874)
- Accipiter nisus melaschistos Hume, 1869
- Rallina eurizonoides telmatophila Hume, 1878
- Gallirallus striatus obscurior (Hume, 1874)
- Sterna dougallii korustes (Hume, 1874)
- Columba livia neglecta Hume, 1873
- Macropygia ruficeps assimilis Hume, 1874
- Centropus sinensis intermedius (Hume, 1873)
- Otus spilocephalus huttoni (Hume, 1870)
- Otus lettia plumipes (Hume, 1870)
- Otus sunia nicobaricus (Hume, 1876)
- Bubo bubo hemachalanus Hume, 1873
- Strix leptogrammica ochrogenys (Hume, 1873)
- Strix leptogrammica maingayi (Hume, 1878)
- Athene brama pulchra Hume, 1873
- Ninox scutulata burmanica Hume, 1876
- Lyncornis macrotis bourdilloni Hume, 1875
- Caprimulgus europaeus unwini Hume, 1871
- Aerodramus brevirostris innominatus (Hume, 1873)
- Aerodramus fuciphagus inexpectatus (Hume, 1873)
- Hirundapus giganteus indicus (Hume, 1873)
- Lacedo pulchella amabilis (Hume, 1873)
- Pelargopsis capensis intermedia Hume, 1874
- Halcyon smyrnensis saturatior Hume, 1874
- Megalaima asiatica davisoni Hume, 1877
- Dendrocopos cathpharius pyrrhothorax (Hume, 1881)
- Picus erythropygius nigrigenis (Hume, 1874)
- Falco cherrug hendersoni Hume, 1871
- Pericrocotus brevirostris neglectus Hume, 1877
- Pericrocotus speciosus flammifer Hume, 1875
- Dicrurus andamanensis dicruriformis (Hume, 1873)
- Rhipidura aureola burmanica (Hume, 1880)
- Garrulus glandarius leucotis Hume, 1874
- Dendrocitta formosae assimilis Hume, 1877
- Corvus splendens insolens Hume, 1874
- Corvus corax laurencei Hume, 1873
- Coracina melaschistos intermedia (Hume, 1877)
- Coracina fimbriata neglecta (Hume, 1877)
- Remiz coronatus stoliczkae (Hume, 1874)
- Alauda arvensis dulcivox Hume, 1872
- Alaudala raytal adamsi (Hume, 1871)
- Galerida cristata magna Hume, 1871
- Pycnonotus squamatus webberi (Hume, 1879)
- Pycnonotus finlaysoni davisoni (Hume, 1875)
- Alophoixus pallidus griseiceps (Hume, 1873)
- Hemixos flavala hildebrandi Hume, 1874
- Hemixos flavala davisoni Hume, 1877
- Ptyonoprogne obsoleta pallida Hume, 1872
- Aegithalos concinnus manipurensis (Hume, 1888)
- Leptopoecile sophiae stoliczkae (Hume, 1874)
- Prinia crinigera striatula (Hume, 1873)
- Prinia inornata terricolor (Hume, 1874)
- Prinia sylvatica insignis (Hume, 1872)
- Orthotomus atrogularis nitidus Hume, 1874
- Rhopocichla atriceps bourdilloni (Hume, 1876)
- Pomatorhinus hypoleucos tickelli Hume, 1877
- Pomatorhinus horsfieldii obscurus Hume, 1872
- Pomatorhinus ochraceiceps austeni Hume, 1881
- Stachyridopsis rufifrons poliogaster (Hume, 1880)
- Alcippe poioicephala brucei Hume, 1870
- Pellorneum albiventre ignotum Hume, 1877
- Pellorneum ruficeps minus Hume, 1873
- Turdoides caudata eclipes (Hume, 1877)
- Garrulax caerulatus subcaerulatus Hume, 1878
- Trochalopteron chrysopterum erythrolaemum Hume, 1881
- Trochalopteron variegatum simile Hume, 1871
- Minla cyanouroptera sordida (Hume, 1877)
- Minla strigula castanicauda (Hume, 1877)
- Heterophasia annectans davisoni (Hume, 1877)
- Chrysomma altirostre griseigulare (Hume, 1877)
- Rhopophilus pekinensis albosuperciliaris (Hume, 1873)
- Zosterops palpebrosus auriventer Hume, 1878
- Yuhina castaniceps rufigenis (Hume, 1877)
- Aplonis panayensis tytleri (Hume, 1873)
- Sturnus vulgaris nobilior Hume, 1879
- Sturnus vulgaris minor Hume, 1873
- Copsychus saularis andamanensis Hume, 1874
- Anthipes solitaris submoniliger Hume, 1877
- Cyornis concretus cyaneus (Hume, 1877)
- Ficedula tricolor minuta (Hume, 1872)
- Myophonus caeruleus eugenei Hume, 1873
- Geokichla sibirica davisoni (Hume, 1877)
- Dicaeum agile modestum (Hume, 1875)
- Cinnyris asiaticus intermedius (Hume, 1870)
- Cinnyris jugularis andamanicus (Hume, 1873)
- Aethopyga siparaja cara Hume, 1874
- Aethopyga siparaja nicobarica Hume, 1873
- Passer ammodendri stoliczkae Hume, 1874
- Lonchura striata semistriata (Hume, 1874)
- Lonchura kelaarti jerdoni (Hume, 1874)
- Linaria flavirostris montanella (Hume, 1873)

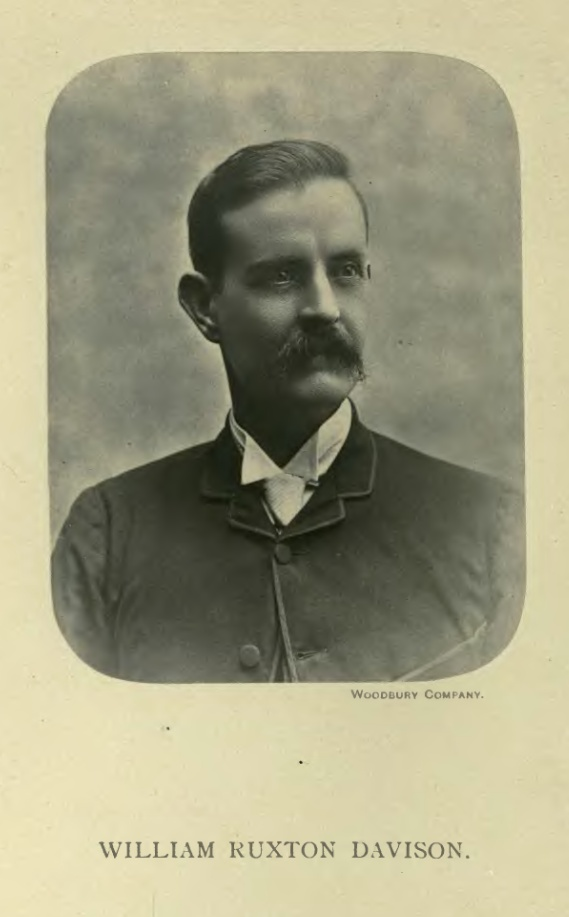
William Ruxton Davison, curador da coleção pessoal de pássaros de Hume

Uma espécie adicional, a toutinegra-de-bico-grande Acrocephalus orinus, era conhecida por apenas um espécime coletado por ele em 1869, mas o nome que ele usou, magnirostris, foi considerado preocupado e substituído pelo nome orinus fornecido por Harry Oberholser em 1905 O status da espécie foi contestado até que comparações de DNA com espécies semelhantes em 2002 sugeriram que era uma espécie válida. Foi apenas em 2006 que a espécie foi vista na natureza na Tailândia, com uma correspondência com os espécimes confirmada por sequenciamento de DNA. Pesquisas posteriores em museus levaram a vários outros espécimes que foram negligenciados e com base nas localidades de espécimes, uma região de reprodução foi localizada no Tajiquistão e documentada em 2011.

### My Scrap Book: Or Rough Notes on Indian Oology and Ornithology(1869)

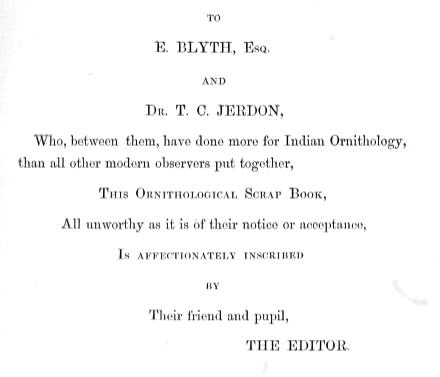
Dedicatória de "My Scrap Book" para Blyth e Jerdon.

Este foi o primeiro grande trabalho de Hume sobre pássaros. Tinha 422 páginas e relatos de 81 espécies. Foi dedicado a Edward Blyth e ao Dr. Thomas C. Jerdon que, ele escreveu, "[tinha] feito mais pela ornitologia indiana do que todos os outros observadores modernos juntos" e ele se descreveu como "seu amigo e aluno". Ele esperava que sua compilação, que ele notou ser de má qualidade, formaria um "núcleo em torno do qual a observação futura pode cristalizar" e que outras pessoas em todo o país poderiam ajudá-lo a "preencher muitas das lamentáveis lacunas que restam registradas".

### Stray Feathers(Penas perdidas)
Hume começou a revista trimestral Stray Feathers em 1872. Naquela época, o único periódico da região indiana que publicava sobre ornitologia era o Journal of the Asiatic Society of Bengal e Hume publicou apenas duas cartas em 1870, sendo principalmente uma lista de erros na lista de Godwin-Austen que havia sido reduzida a um resumo. Vários outros trabalhos que ele apresentou ao Ibis não foram publicados. Em seu prefácio ele também examinou se havia mérito para iniciar um novo periódico e nessa ideia foi apoiado por Stoliczka, que também era editor do Journal of the Asiatic Society :

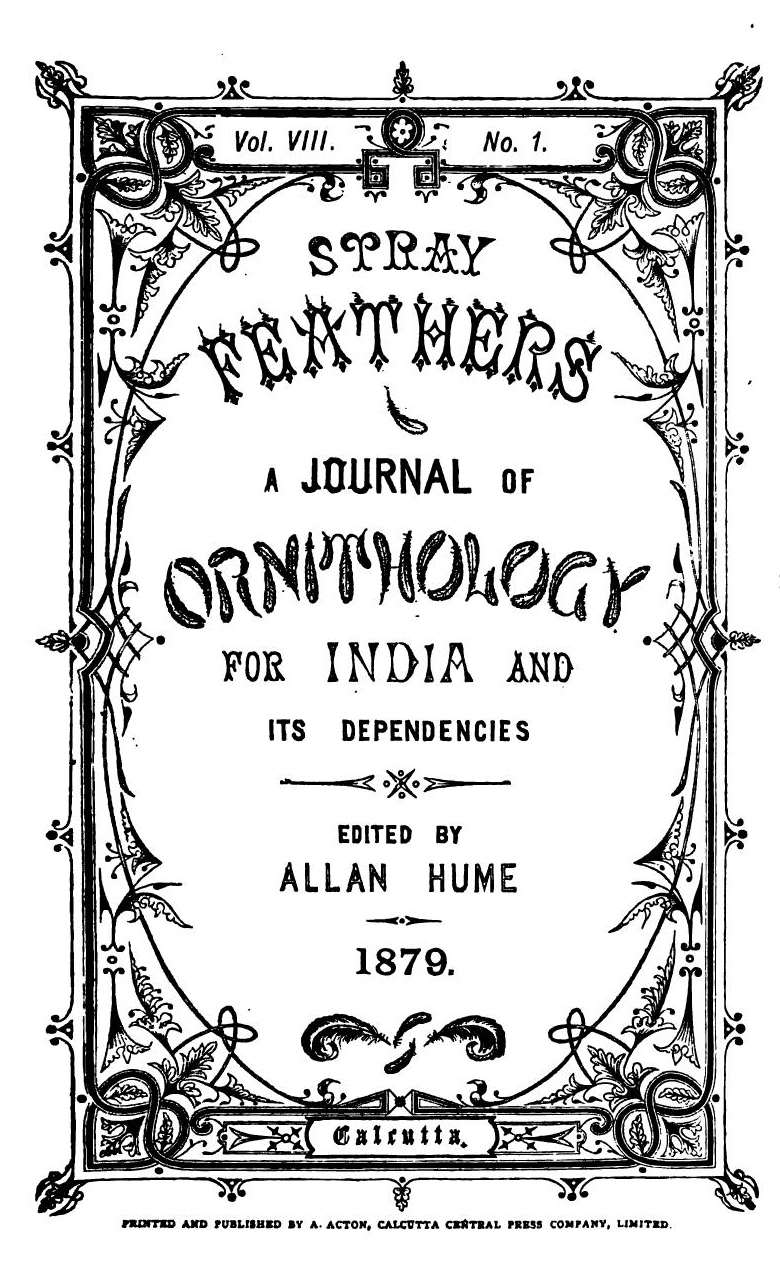
Cobertura de penas perdidas

O presidente da Sociedade Asiática de Bengala, Thomas Oldham, no discurso anual de 1873 escreveu: "Poderíamos ter desejado que o autor tivesse concluído as várias obras que já havia começado, em vez de iniciar uma nova publicação. Mas, ao mesmo tempo, damos as boas-vindas à edição de ' Stray Feathers '. Promete ser um útil catálogo da nobre coleção de aves indianas do Editor, e um meio de rápida publicação de novidades ou correções, sempre de muito valor para os ornitólogos." Hume usou o diário para publicar descrições de suas novas descobertas. Ele escreveu extensivamente sobre sua própria observação, bem como resenhas críticas de todas as obras ornitológicas da época e ganhou o apelido de Papa da ornitologia indiana. Ele criticou uma monografia sobre papagaios, Die Papageien, de Friedrich Hermann Otto Finsch, sugerindo que as mudanças de nome (por "naturalistas de gabinete") visavam reivindicar autoridade para as espécies sem o problema de realmente descobri-las. Ele escreveu:

Tratemos nosso autor como ele trata a espécie alheia. “Finsch!” contrário a todas as regras de ortografia! O que esse “s” está fazendo aí? “Finchinho!” Dra. Fringilla, MIHI! Classich gebildetes wort!!— Hume, 1874
Hume, por sua vez, foi atacado, por exemplo, pelo visconde Walden, mas Finsch tornou-se um amigo e Hume nomeou uma espécie, Psittacula finschii, em homenagem a ele.

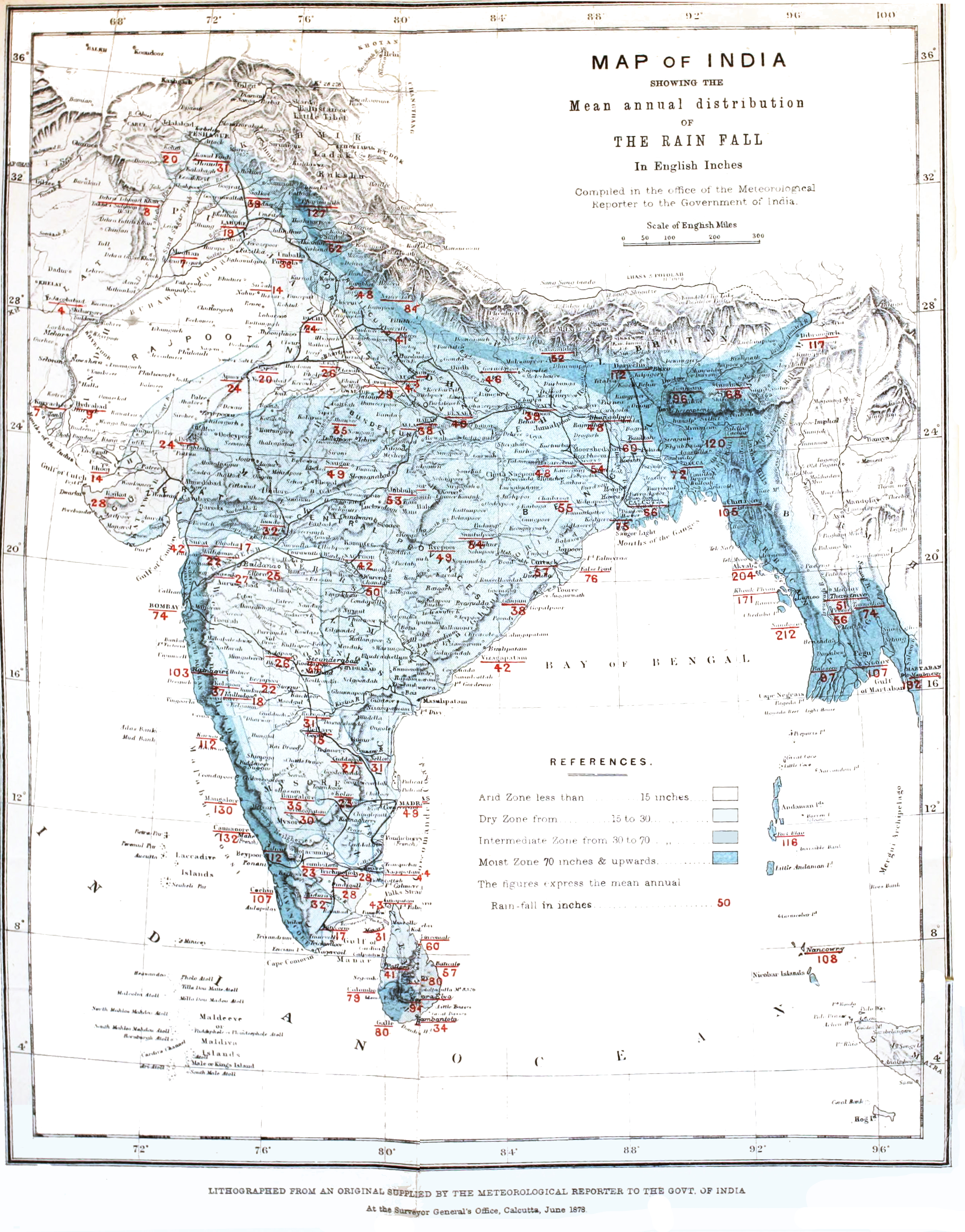
Hume foi um dos primeiros a reconhecer uma associação entre a composição da avifauna e a distribuição das chuvas. Este mapa pluviométrico foi publicado no volume 8 de Stray Feathers (1878).

Em sua juventude, Hume estudou um pouco de geologia de nomes como Gideon Mantell e apreciou a síntese de ideias de outros campos na ornitologia. Hume incluiu em 1872, um artigo detalhado sobre a osteologia das aves em relação à sua classificação escrito por Richard Lydekker que estava então no Geological Survey of India. O trabalho meteorológico inicial na Índia foi feito dentro do departamento chefiado por Hume e ele viu o valor da meteorologia no estudo das distribuições de pássaros. Em um trabalho comparando as zonas pluviométricas, ele observa como as zonas pluviométricas indicavam afinidades com a fauna malaia.
Hume às vezes misturava crenças pessoais em notas que publicava em Stray Feathers. Por exemplo, ele acreditava que os abutres voavam alterando a física ("polaridade alterada") de seu corpo e repelindo a força da gravidade. Ele observou ainda que essa habilidade era normal em pássaros e poderia ser adquirida por humanos mantendo a pureza espiritual, alegando que conhecia pelo menos três iogues indianos e numerosos santos no passado com essa habilidade de "aerobaciação ".

### Rede de correspondentes

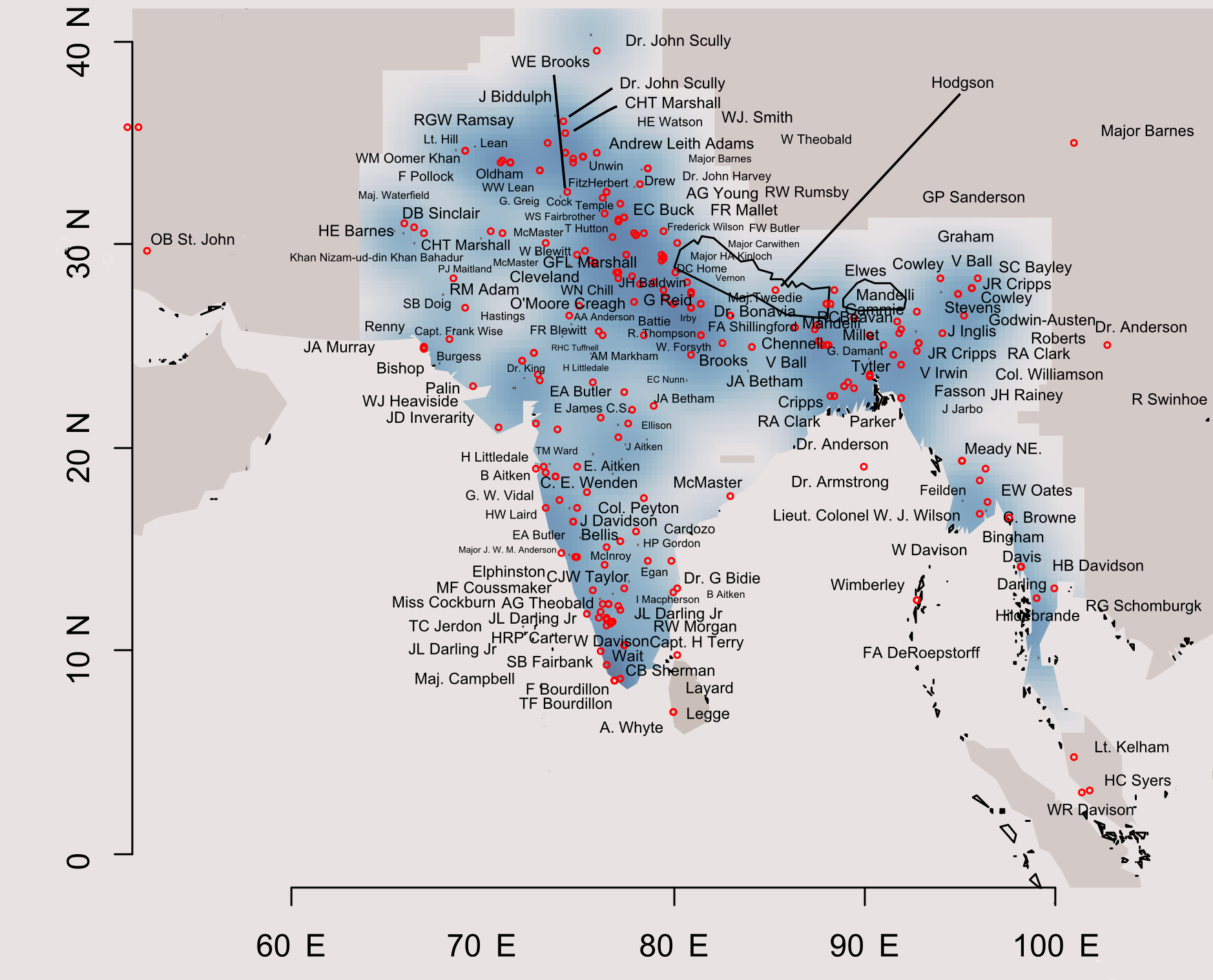
Distribuição e densidade dos correspondentes de Hume na Índia.

Hume se correspondeu com um grande número de ornitólogos e esportistas que o ajudaram com reportagens de várias partes da Índia. Mais de 200 correspondentes estão listados apenas em seu Game Birds e provavelmente representam apenas uma fração dos assinantes de Stray Feathers. Essa grande rede possibilitou a Hume cobrir uma região geográfica muito maior em seu trabalho ornitológico.
Durante a vida de Hume, Blyth foi considerado o pai da ornitologia indiana. A realização de Hume, que fez uso de uma grande rede de correspondentes, foi reconhecida ainda em seu tempo. James Murray observou sobre Hume que "a palma é dele como uma autoridade acima do resto" quando se tratava dos pássaros da Índia e que todo trabalho futuro seria construído sobre seu trabalho.
Muitos dos correspondentes de Hume eram naturalistas e esportistas eminentes que trabalhavam na Índia.
- Leith Adams, Kashmir
- Tenente H. E. Barnes, Afeganistão, Chaman, Rajpootana
- Capitão R. C. Beavan, Maunbhoom District, Shimla, Mount Tongloo (1862)
- Colonel John Biddulph, Gilgit
- George Bidie, Madras
- Major C. T. Bingham, Thoungyeen Valley, Burma, Tenasserim, Moulmein, Allahabad
- W. Blanford
- Edward Blyth
- Dr. Emmanuel Bonavia, Lucknow
- W. Edwin Brooks (pai de Allan Brooks, o artista canadiano de aves)
- Sir Edward Charles Buck, Gowra, Hatu, perto de Narkanda (em Himachal Pradesh), Narkanda, (about 30 miles (48 km) north of Shimla)
- Capitão Boughey Burgess, Ahmednagar (1822-1897)[96]
- Coronel E. A. Butler, Belgaum (1880), Karachi, Deesa, Abu
- Miss Cockburn (1829–1928), Kotagiri
- James Davidson, Satara and Sholapur districts, Khandeish, Kondabhari Ghat
- Coronel Godwin-Austen, Shillong, Umian valley, Assam
- Brian Hodgson, Nepal
- Duncan Charles Home, 'Hero of the Kashmir Gate' (Bulandshahr, Aligarh)
- John Duncan Inverarity, barrister, Bombay
- T. C. Jerdon, Tellicherry
- Harold Littledale, Baroda college
- Coronel C. H. T. Marshall, Bhawulpoor, Murree
- Coronel G. F. L. Marshall, Nainital, Bhim tal
- James A. Murray, Karachi Museum
- Eugene Oates, Thayetmo, Tounghoo, Pegu
- Captain Robert George Wardlaw Ramsay, Afghanistan, Karenee hills
- Frederik Adolph de Roepstorff, Andaman e Nicobar
- G. P. Sanderson (Chittagong)
- Major e mais tarde Sir O. B. St. John, Shiraz, Persia
- Ferdinand Stoliczka, geologist
- Robert Swinhoe, Hong Kong
- Charles Swinhoe, S. Afghanistan
- Coronel Samuel Tickell
- Coronel Robert Christopher Tytler, Dacca, 1852
- Valentine Ball, Rajmahal hills, Subanrika (Subansiri)
- Richard Lydekker, geologist
- G. W. Vidal, civil servant in South Konkan, Bombay
- Frederick "Mountaineer" Wilson, Gangothri

Hume trocou peles com outros colecionadores. Uma coleção feita principalmente por Hume que pertencia ao Conde de Northbrook foi doada à Universidade de Oxford em 1877. Um de seus correspondentes, Louis Mandelli, de Darjeeling, se destaca ao afirmar que foi enganado nessas trocas de peles. Ele alegou que Hume pegou peles de espécies mais raras em troca de peles de pássaros comuns, mas a credibilidade da denúncia foi posta em dúvida. Hume nomeou Arborophila mandelli em homenagem a Mandelli em 1874. O único outro naturalista a questionar a veracidade de Hume foi AL Butler, que conheceu um ilhéu de Nicobar que Hume descreveu como mergulhando quase nu e capturando peixes com as próprias mãos. Butler encontrou o homem negando tais técnicas de pesca.

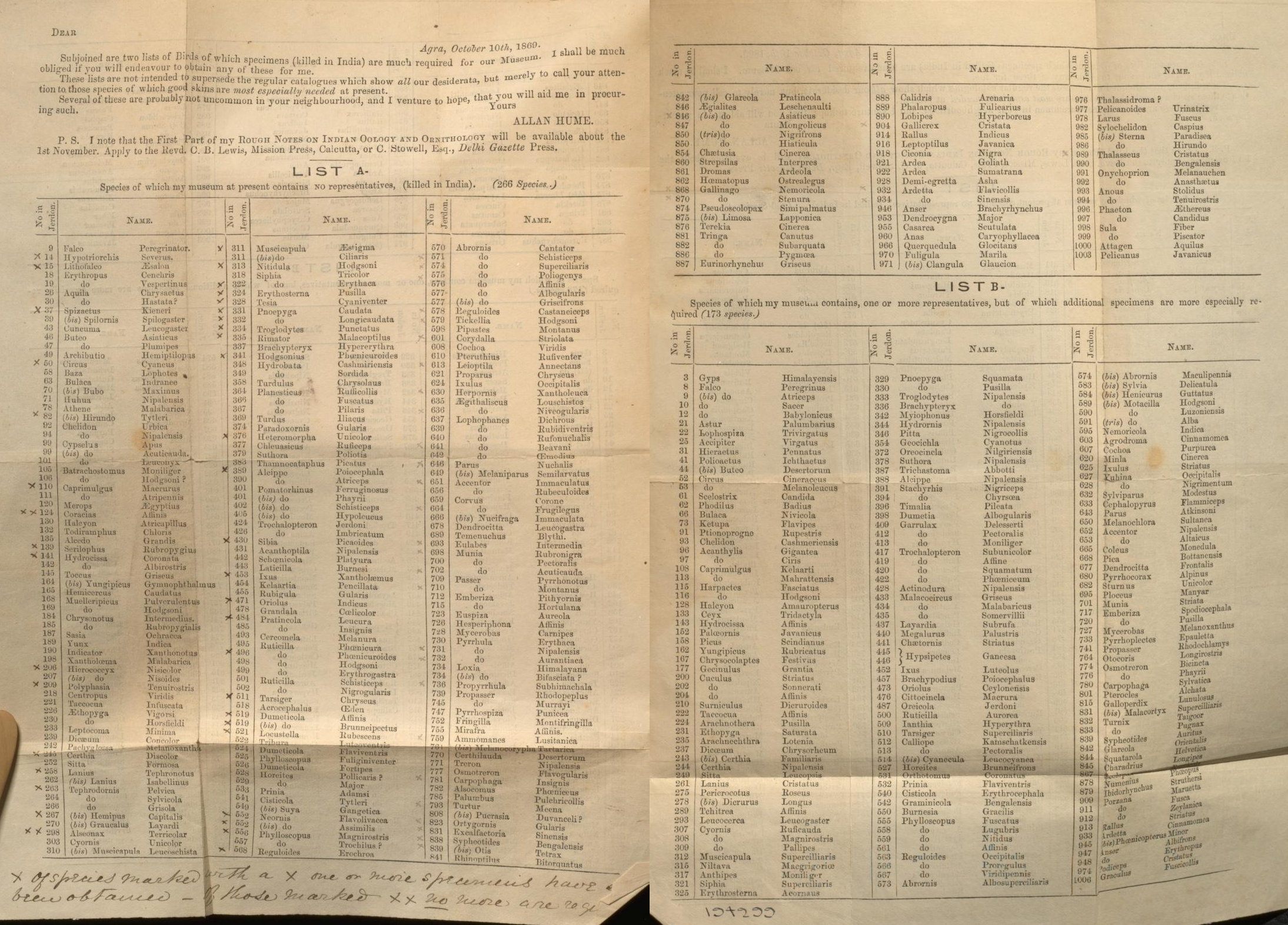
Carta de Hume de 1869 com lista de espécies de aves para as quais ele procurou espécimes

Hume se correspondeu e se manteve atualizado com os trabalhos de ornitólogos fora da Índia, incluindo R. Bowdler Sharpe, o Marquês de Tweeddale, Père David, Henry Eeles Dresser, Benedykt Dybowski, John Henry Gurney, JH Gurney, Jr., Johann Friedrich Naumann, Nikolai Severtzov e Dr. Aleksandr Middendorff. Ele ajudou George Ernest Shelley com espécimes da Índia auxiliando na publicação de uma monografia sobre os sunbirds do mundo (1876-1880).

### Vade Mecumde Colecionador (1874)

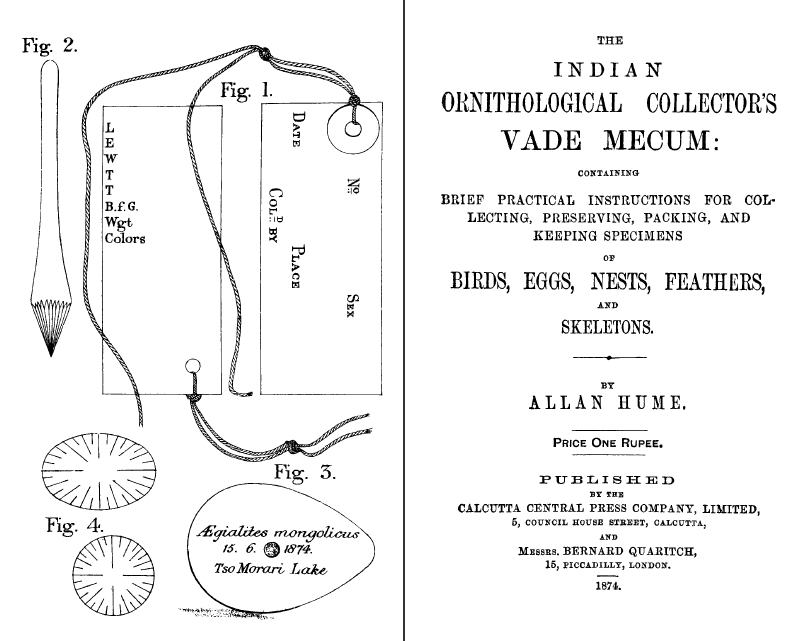
O Vade Mecum do coletor ornitológico indiano: contendo breves instruções práticas para coletar, preservar, embalar e manter espécimes de pássaros, ovos, ninhos, penas e esqueletos (1874)

A vasta coleção de Hume de toda a Índia foi possível porque ele começou a se corresponder com coadjutores de toda a Índia. Ele garantiu que esses colaboradores fizessem anotações precisas e obtivessem e processassem espécimes cuidadosamente. O Vade Mecum foi publicado para poupá-lo do trabalho de enviar notas a potenciais colaboradores que buscavam aconselhamento. Os materiais para preservação são cuidadosamente adaptados para a Índia com o fornecimento de nomes locais para ingredientes e métodos para preparar colas e conservantes com equipamentos fáceis de encontrar. Além da esfola e preservação, o livro também aborda questões de observação, manutenção de registros, uso de nativos para capturar aves, obtenção de ovos e os cuidados necessários na obtenção de outras informações além do cuidado na rotulagem.

### Aves de Caça da Índia, Birmânia e Ceilão(1879–1881)
Este trabalho foi co-escrito por CHT Marshall. O trabalho de três volumes sobre as aves de caça foi feito usando contribuições e notas de uma rede de 200 ou mais correspondentes. Hume delegou a Marshall a tarefa de fazer as placas. As cromolitografias dos pássaros foram desenhadas por W. Foster, E. Neale, (Miss) M. Herbert, Stanley Wilson e outros e as placas foram produzidas por F. Waller em Londres. Hume havia enviado notas específicas sobre as cores das partes moles e instruções aos artistas. Ele estava insatisfeito com muitas das placas e incluiu notas adicionais nas placas do livro. Este livro foi iniciado no momento em que o governo rebaixou Hume e apenas a necessidade de financiar a publicação deste livro o impediu de se aposentar do serviço. Ele estimou que custaria £ 4.000 para publicá-lo e se aposentou do serviço em 1º de janeiro de 1882 após a publicação.

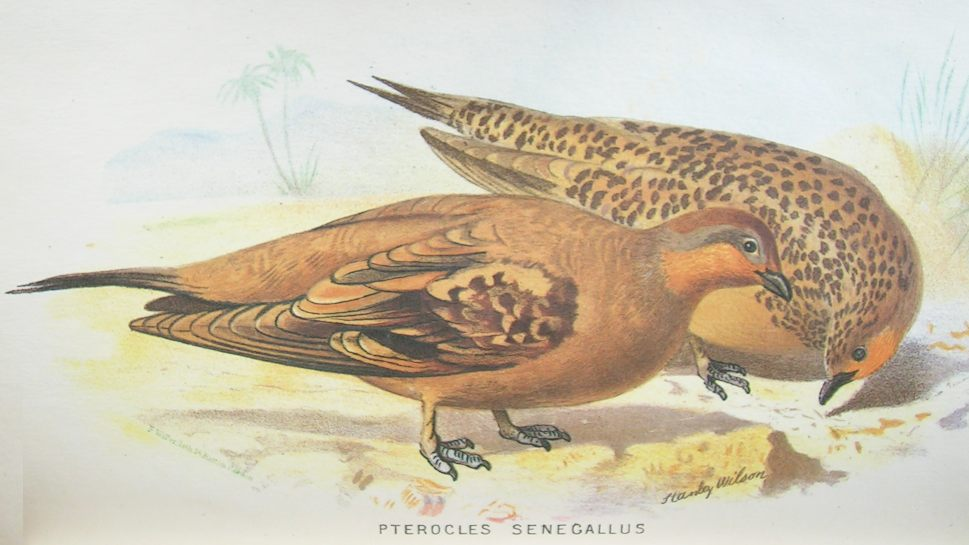
Comentário de Hume sobre a ilustração A placa é uma caricatura cruel da espécie, suficientemente parecida para permitir a identificação, mas descolorida em um grau explicável apenas na hipótese de alguém ser daltônico... Felizmente para nossos apoiadores, esta é a pior placa dos três volumes.

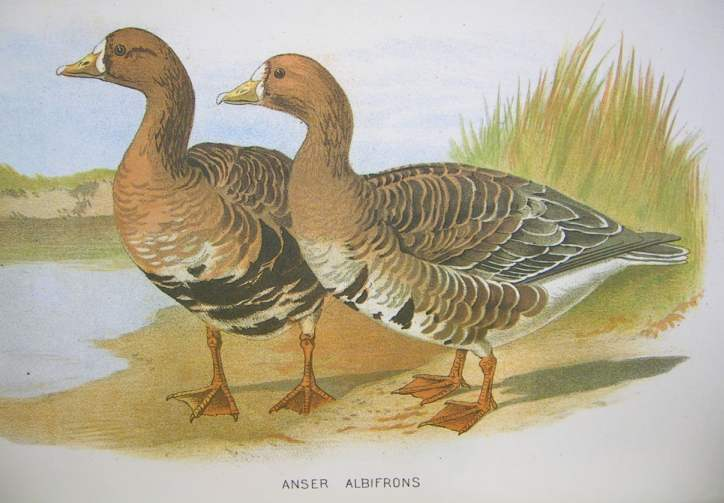
Ganso-de-cara-branca Uma das ilustrações que Hume considerou excepcionalmente boas.

### Ninhos e ovos de pássaros indianos(1883)
Este foi outro trabalho importante de Hume e nele ele cobriu descrições dos ninhos, ovos e épocas de reprodução da maioria das espécies de pássaros indianos. Faz uso de notas de colaboradores de seus diários, bem como de outros correspondentes e trabalhos da época. Hume também faz anotações perspicazes, como observações sobre fêmeas engaioladas separadas de machos que continuariam a botar ovos férteis pela possibilidade de armazenamento de esperma e a redução do cuidado parental por pássaros que botam ovos em locais quentes (mynas em Andamans, garajaus de rio em bancos de areia).
Uma segunda edição deste livro foi feita em 1889, editada por Eugene William Oates. Isso foi publicado quando ele próprio havia desistido de todo interesse pela ornitologia, um evento precipitado pela perda de seus manuscritos devido às ações de um criado.
Ele escreveu no prefácio :

Há muito lamento minha incapacidade de publicar uma edição revisada de 'Nests and Eggs'. Por muitos anos depois que o primeiro Rascunho apareceu, continuei acumulando laboriosamente materiais para uma reedição, mas subsequentemente as circunstâncias impediram que eu empreendesse o trabalho. Agora, felizmente, meu amigo Sr. Eugene Oates assumiu o assunto...

Uma coisa parece necessária para explicar. A presente edição não inclui todo o material que acumulei para este trabalho. Há muitos anos, durante a minha ausência de Simla, um criado invadiu meu museu e roubou vários cwts. de manuscritos, que vendeu como papel usado. Este manuscrito incluía histórias de vida mais ou menos completas de cerca de 700 espécies de pássaros e também um certo número de relatos detalhados de nidificação. Todas as pequenas anotações em tiras de papel foram deixadas, mas quase todos os artigos escritos em folhas de papel almaço de tamanho normal foram resumidos. Não foi por muitos meses que o roubo foi descoberto, e então muito pouco do MSS. poderia ser recuperado.— Rothney Castle, Simla, October 19th, 1889
Isso quase marcou o fim do interesse de Hume pela ornitologia. O último escrito ornitológico de Hume fazia parte de uma Introdução aos Resultados Científicos da Segunda Missão Yarkand em 1891, uma publicação oficial sobre as contribuições do Dr. Ferdinand Stoliczka, que morreu durante a viagem de volta nesta missão. Stoliczka, em um pedido moribundo, pediu que Hume editasse o volume sobre ornitologia.

### Taxa nomeado após Hume
Um número de pássaros são nomeados após Hume, incluindo :
- chapim de Hume, Pseudopodoces humilis
- Trigo de Hume, Oenanthe albonigra
- Ninox obscura
- Cotovia de Hume, Calandrella acutirostris
- Toutinegra da folha de Hume, Phylloscopus humei[103]
- O pescoço-branco de Hume, Sylvia althaea
- trepadeira de Hume, Certhia manipurensis

Espécimes de outros grupos de animais coletados por Hume em suas expedições e nomeados em sua homenagem incluem o rato do mato Manipur, Hadromys humei ( Thomas, 1886) enquanto outros como Hylaeocarcinus humei, um caranguejo terrestre da Ilha Narcondam coletado por Hume foi descrito por James Wood-Mason, e o argali de Hume, Ovis ammon humei Lydekker 1913 (agora tratado como Ovis ammon karelini, Severtzov, 1873) não são mais considerados válidos.

## Teosofia

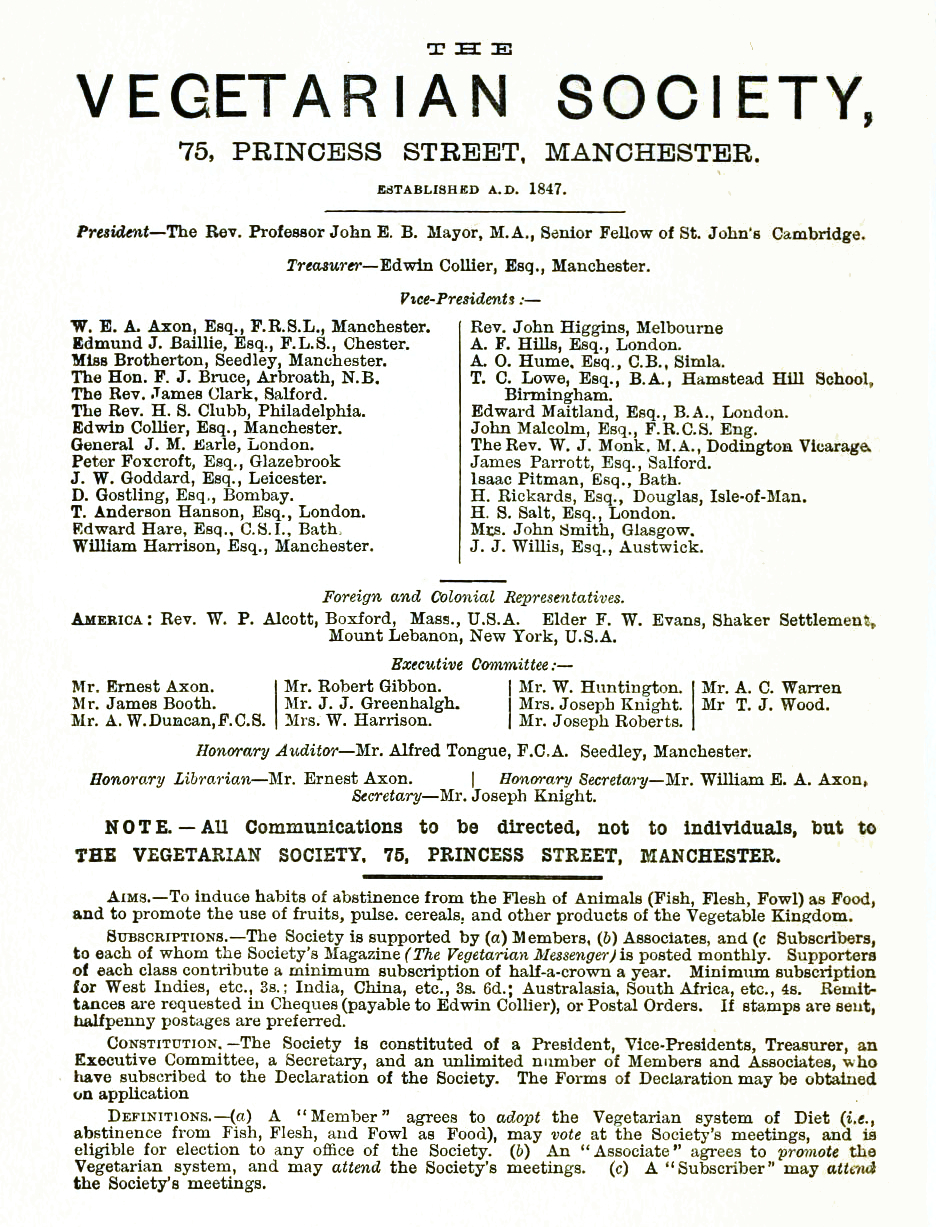
Um vice-presidente da Sociedade Vegetariana

O interesse de Hume pela teosofia criou raízes por volta de 1879. Um jornal de 1880 relata a iniciação de sua filha e esposa no movimento. Hume não tinha grande consideração pelo cristianismo institucional, mas acreditava na imortalidade da alma e na ideia de um supremo supremo. Hume queria se tornar um chela (estudante) dos gurus espirituais tibetanos. Durante os poucos anos de sua ligação com a Sociedade Teosófica, Hume escreveu três artigos sobre Fragmentos da Verdade Oculta sob o pseudônimo de "HX" publicados em The Theosophist. Estes foram escritos em resposta às perguntas do Sr. WH Terry, um teosofista australiano.
Ele também imprimiu em particular vários panfletos teosóficos intitulados Hints on Esoteric Theosophy. Os últimos números dos Fragmentos, em resposta ao mesmo indagador, foram escritos por AP Sinnett e assinados por ele, conforme autorizado por Mahatma KH, A Lay-Chela. Hume também escreveu sob o pseudônimo de "Aletheia".
Madame Blavatsky era uma visitante regular do castelo Rothney de Hume em Simla e um relato de sua visita pode ser encontrado em Simla, Past and Present, de Edward John Buck (cujo pai, Sir Edward Charles Buck, sucedeu Hume como secretário do Departamento de Receita e Agricultura).
Uma longa história sobre Hume e sua esposa aparece no livro de AP Sinnett, The Occult World, e a sinopse foi publicada em um jornal local da Índia. A história relata como, em um jantar, Madame Blavatsky perguntou à Sra. Hume se havia algo que ela desejava. Ela respondeu que havia um broche, que sua mãe lhe dera, que havia sumido de sua posse há algum tempo. Blavatsky disse que tentaria recuperá-lo por meios ocultos. Após algum interlúdio, mais tarde naquela noite, o broche foi encontrado em um jardim, onde a festa era dirigida por Blavatsky. De acordo com John Murdoch (1894), o broche foi dado pela Sra. Hume para sua filha que o havia dado a um homem que ela admirava. Blavatsky conheceu o homem em Bombaim e obteve o broche em troca de dinheiro. Blavatsky supostamente plantou no jardim antes de direcionar as pessoas para o local por meio do que ela alegou como técnicas ocultas.
Após o incidente, Hume também expressou em particular sérias dúvidas sobre os poderes atribuídos a Madame Blavatsky. Posteriormente, ele realizou uma reunião com alguns dos membros indianos da Sociedade Teosófica e sugeriu que se unissem a ele para forçar a renúncia de Blavatsky e dezesseis outros membros por seu papel como cúmplices em fraude. Os presentes, no entanto, não concordaram com a ideia de pedir a renúncia de seu fundador. Hume também tentou escrever um livro sobre a base filosófica da Teosofia. Seus rascunhos foram fortemente desaprovados por muitos dos principais teosofistas. Um ("KH"= Koot Humi ) escreveu:

Uma coisa parece necessária para explicar. A presente edição não inclui todo o material que acumulei para este trabalho. Há muitos anos, durante a minha ausência de Simla, um criado invadiu meu museu e roubou, temo, a aparição impressa de nossa filosofia exposta pelo Sr. H. Li seus três ensaios ou capítulos sobre Deus (?) cosmogonia e vislumbres de a origem das coisas em geral, e teve que riscar quase tudo. Ele nos torna Agnósticos!! Nós não acreditamos em Deus porque, até agora, não temos nenhuma prova, etc. Isso é absurdamente ridículo: se ele publicar o que eu leio, farei com que HPB ou Djual Khool neguem tudo; pois não posso permitir que nossa sagrada filosofia seja tão desfigurada...— "K.H." (p.304)
Hume logo caiu em desgraça com os teosofistas e perdeu todo o interesse no movimento teosófico em 1883.
O interesse de Hume pela espiritualidade o colocou em contato com muitos pensadores indianos independentes que também tinham ideias nacionalistas e isso o levou à ideia de criar o Congresso Nacional Indiano
A imersão de Hume no movimento teosófico o levou a se tornar vegetariano e também a desistir de matar pássaros para obter seus espécimes.

## Instituto Botânico do Sul de Londres

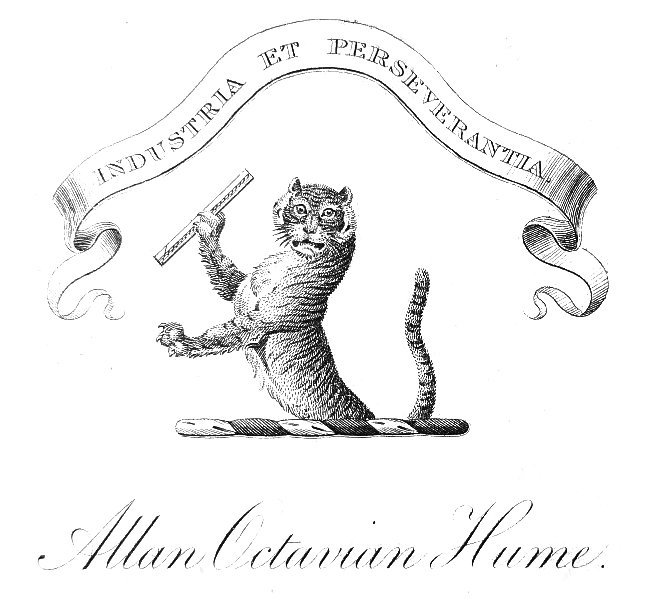
Bookplate de Hume com o lema Industria et Perseverantia

Após a perda de seu manuscrito contendo notas ornitológicas de toda uma vida, Hume desistiu da ornitologia e se interessou muito pela horticultura em sua casa em Shimla.<quote>... Ele ergueu grandes conservatórios no terreno do Castelo de Rothney, encheu-os com as flores mais seletas e contratou jardineiros ingleses para ajudá-lo no trabalho. A partir disso, ao retornar à Inglaterra, passou a estudar botânica científica. Mas isso, como diz Kipling, é outra história e deve ser deixada para outra caneta.</quote>

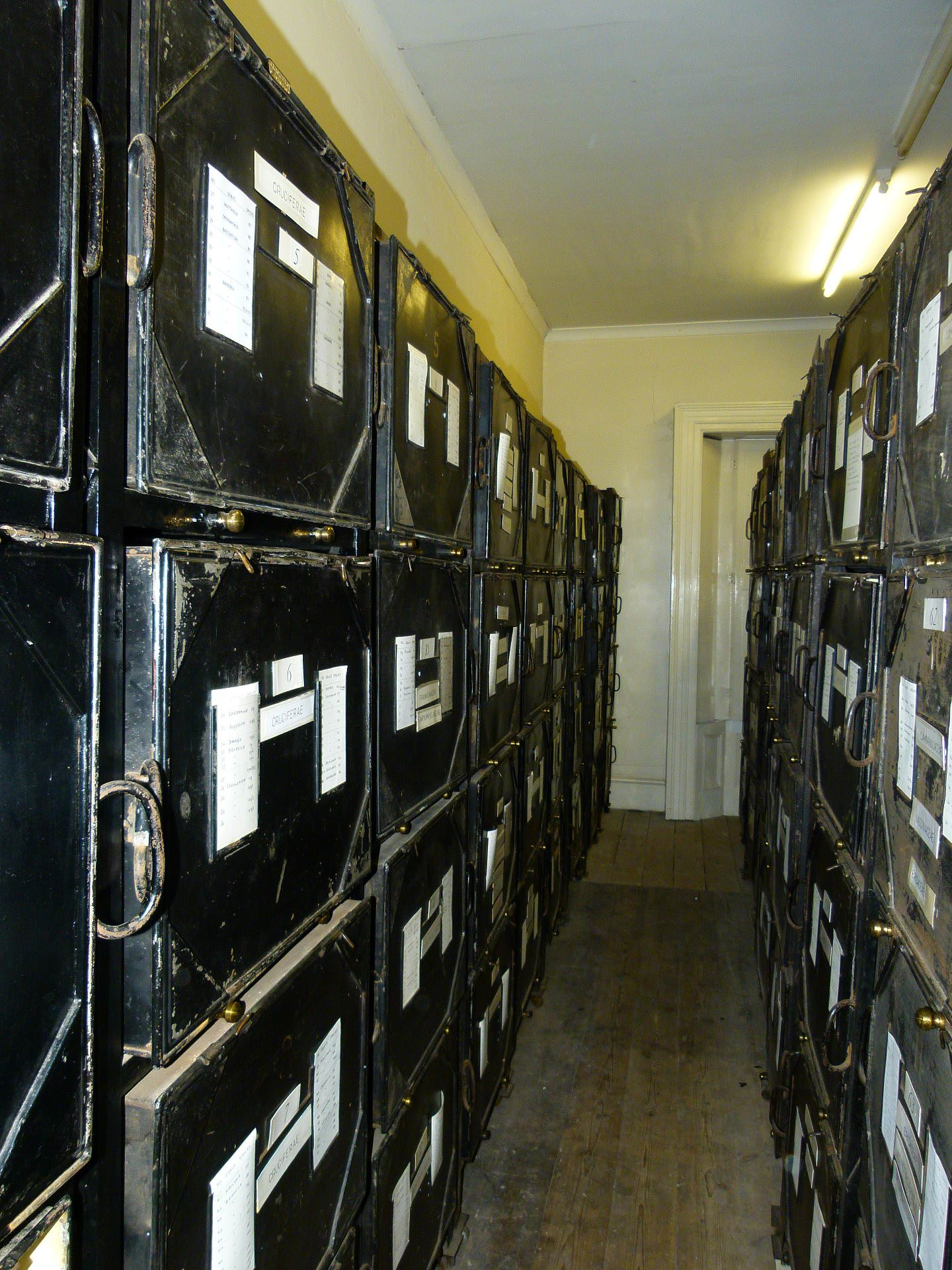
Armários de herbário no SLBI

Hume se interessou por plantas selvagens e especialmente por espécies invasoras, embora sua publicação botânica fosse esparsa, com apenas três notas curtas entre 1901 e 1902, incluindo uma sobre uma variedade de Scirpus maritimus e outra sobre a floração de Impatiens roylei. Hume contatou WH Griffin em 1901 para ajudar a desenvolver um herbário de espécimes botânicos. Hume organizava suas plantas em folhas de herbário em posições artísticas antes de pressioná-las. Os dois fizeram muitas viagens botânicas, incluindo uma para Down, em Kent, para procurar algumas das raras orquídeas coletadas por Darwin. Em 1910, Hume comprou as instalações da 323 Norwood Road e modificou-a para ter um herbário e uma biblioteca. Ele chamou esse estabe lecimento de South London Botanical Institute (SLBI) com o objetivo de "promover, encorajar e facilitar, entre os residentes do sul de Londres, o estudo da ciência da botânica".
Um dos objetivos do instituto era ajudar a promover a botânica como um meio de cultura mental e relaxamento, uma ideia que não foi compartilhada por Henry Groves, curador do instituto. Hume se opôs ao anúncio e recusou-se a fazer qualquer cerimônia pública para abrir o instituto. O primeiro curador foi WH Griffin e Hume doou ao instituto £ 10.000. Frederick Townsend, FLS, um e minente botânico, falecido em 1905, havia deixado instruções para que seu herbário e coleção fossem entregues ao instituto, que então estava apenas sendo contemplado. Hume deixou £ 15.000 em seu testamento para a manutenção do instituto botânico.

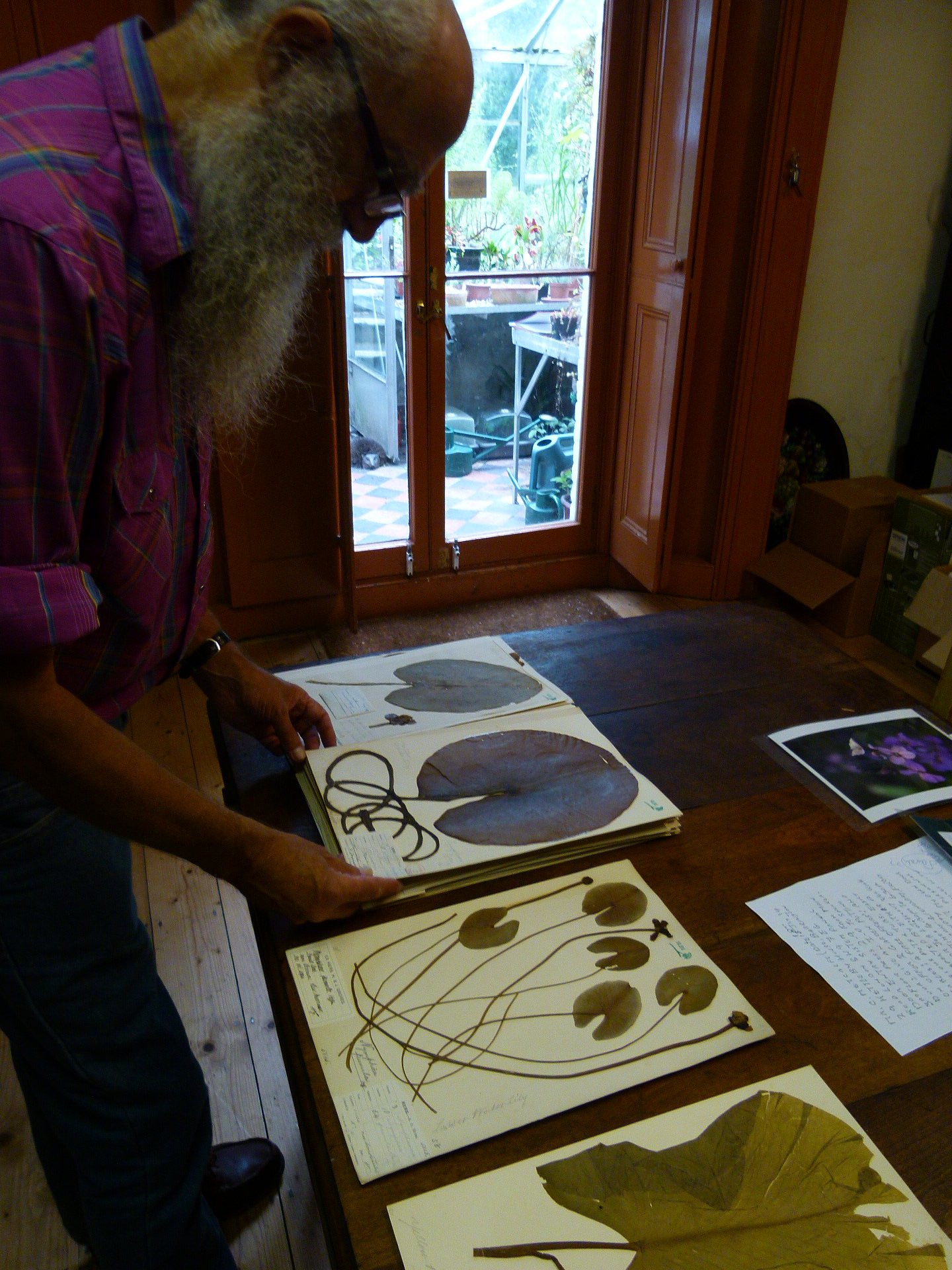
Folhas de herbário mostrando os arranjos artísticos de Hume

Nos anos que antecederam o estabelecimento do instituto, Hume construiu laços com muitos dos principais botânicos de sua época. Ele trabalhou com FH Davey e na Flora da Cornualha (1909), Davey agradece a Hume como seu companheiro em excursões na Cornualha e Devon e pela ajuda na compilação da 'Flora', cuja publicação foi financiada por Hume. Desde então, o SLBI cresceu para manter um herbário de aproximadamente 100.000 espécimes, principalmente de plantas com flores da Europa, incluindo muitas coletadas por Hume. A coleção foi posteriormente aumentada pela adição de outros herbários ao longo dos anos e possui coleções significativas de espécies de Rubus (bramble) e da flora de Shetland.

## Obras
- My Scrap Book: Or Rough Notes on Indian Oology and Ornithology (1869)
- List of the Birds of India (1879)
- The Nests and Eggs of Indian Birds (3-volumes)
- with Marshall, Charles Henry Tilson (1879). The Game Birds of India, Burmah and Ceylon. Calcutta: A.O. Hume & C.H.T. Marshall. OCLC 5111667. Consultado em 15 de abril de 2020 (3-volumes, 1879–1881)
- Hints on Esoteric Theosophy
- Agricultural Reform in India (1879)
- Lahore to Yarkand. Incidents of the Route and Natural History of the Countries Traversed by the Expedition of 1870 under T. D. Forsyth
- Stray Feathers (11-volumes + index by Charles Chubb)